# Marchienne-au-Pont
Pour les articles homonymes, voir Marchienne.
Marchienne-au-Pont (en wallon Mårciene) est une section de la ville belge de Charleroi située en Wallonie dans la province de Hainaut.
C'était une commune à part entière avant la fusion des communes de 1977 date à laquelle elle comptait 17 000 habitants. Elle fut un centre industriel important. De nos jours, il existe encore Industeel-Charleroi (anciennement la FAFER) ; Carsid (ancien Cockerill-Sambre) a fermé ses portes en 2012.

## Étymologie
Le mot Marchienne signifie soit domaine de Marcius (nom gallo-romain), soit terres aux limites (du latin marca, via le germain marka et l'ancien français marche). Le pont est celui sur la Sambre.

## Géographie

### Géographie physique
Le paysage de Marchienne-au-Pont est assez vallonné, se situant dans la vallée de la Sambre et de l'Eau d'Heure. Son relief reste marqué par la révolution industrielle avec la présence de trois terrils. L'altitude se situe entre 100 m au niveau de la Sambre et 203 m au terril du Bayemont. L'est de la commune est bordé par l'Eau d'Heure qui marque la limite avec Mont-sur-Marchienne.
Marchienne-au-Pont se situe à la limite est de la « Faille du midi » qui court du nord de la France à Liège presque à l'horizontale. Le sous-sol de de Marchienne-au-Pont est constitué d'une variété de composants géologiques comportant des gisements importants de houille grasse et d'alluvions de la vallée de la Sambre.

### Hydrographie
Marchienne-au-Pont est traversé par trois cours d'eau : la Sambre, l'Eau d'Heure (affluent de la Sambre) et le canal Charleroi-Bruxelles. Le canal Charleroi-Bruxelles relie la vallée de la Sambre avec l'Escaut via le canal maritime de Bruxelles à l'Escaut.

### Limites
La localité est entourée au nord par Jumet, au nord-est par Lodelinsart, à l'est par Dampremy, au sud-est par Marcinelle, au sud par Mont-sur-Marchienne, au sud-ouest par Montigny-le-Tilleul, à l'ouest par Monceau-sur-Sambre, et au nord-ouest par Roux.

### Terrils
- Terril Leveau-Sainte-Barbe.
- Terril du Bayemont Saint-Charles.
- Terril Saint-Théodore Ouest.

### Morphologie urbaine

#### Principaux quartiers
- Marchienne-Est, ce quartier se trouve où il y a les anciennes Forges de la Providence.
- Matadi, ce quartier est au sud de la commune ; une église a été construite et une cité porte le même nom.
- Marchienne-Docherie, quartier au nord de Marchienne-au-Pont. Ce quartier s'est développé grâce à l'industrie et aux charbonnages. Quartier populaire incorporé à Marchienne[4],[5].
- Marchienne-État, ce quartier se trouve entre la Sambre et la route de Mons où se trouve l'ancienne brasserie des Alliés.
- Marchienne-Cartier, c'est le centre-ville de Marchienne, où se trouve l'hôtel de ville et l'église.

#### Autres quartiers et lieux-dits
- Le Spignat.
- Rond-Point.
- Les Remparts.
- La Providence, où se trouvaient les forges du même nom.
- Fond Suzanne, nom donné où se trouvait le puits Sainte-Suzanne.
- Saint-Charles, nom donné où se trouvait le puits Saint-Charles.
- Bayemont, le nom viendrait de « noir mont », « bail » ou « baye » signifie en ancien français, un endroit clôturé d'une barrière[6] et autrefois la colline était clôturée de barrières[7].
- Le Pêlon.
- Le Bougnou.
- Fond-Beghin. Appelé aussi Pont-Beghin, avant la construction du canal Charleroi, le Pont aux Scouffes[8].
- Saint-Martin.
- Zone, de Zona c'est-à-dire ceinture[9].

#### Cités
- Cité-parc Louis Leriche, nom donné au dernier bourgmestre de Marchienne-au-Pont avant les fusions des communes.
- Cité du Nord.
- Cité Ouvrière. Bâtie par les Habitations Marchiennoises en 1925[10],[11].
- Cité des Cerisiers.
- Cité Peetermans, nom donné à Louis Peetermans, échevin des finances et président des Habitations Marchiennoises[12].
- Cité des Acacias.
- Cité de l'Egalité, appelée en hommage aux révolutionnaires français[13].
- Cité de Bayemont. Logements pour familles d'ouvriers construits par la Société Bayemont-Docherie[14].

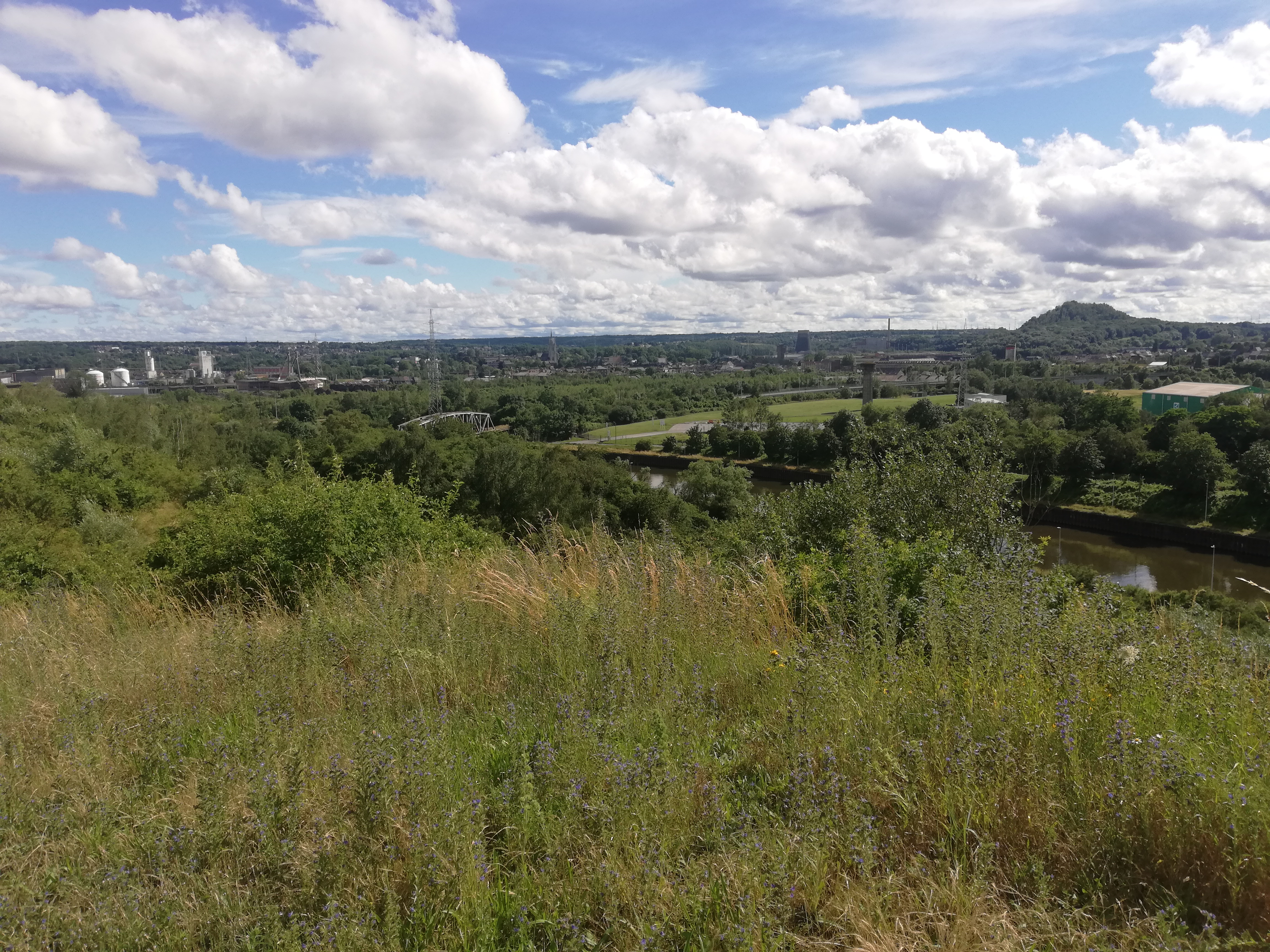
Vue panoramique sur Marchienne-au-Pont, vu du terril de Bayemont.
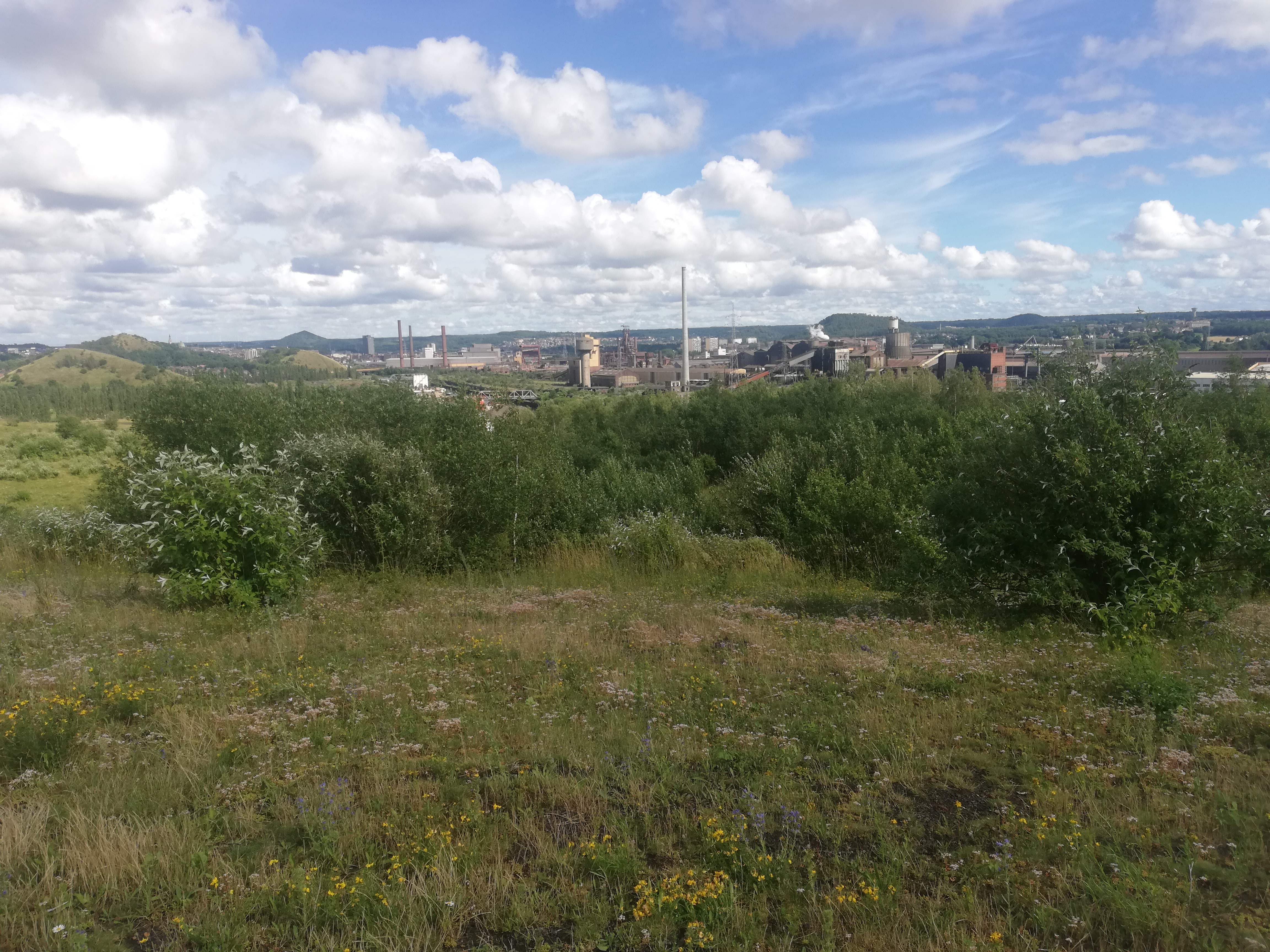
Paysage industriel vers le sud.
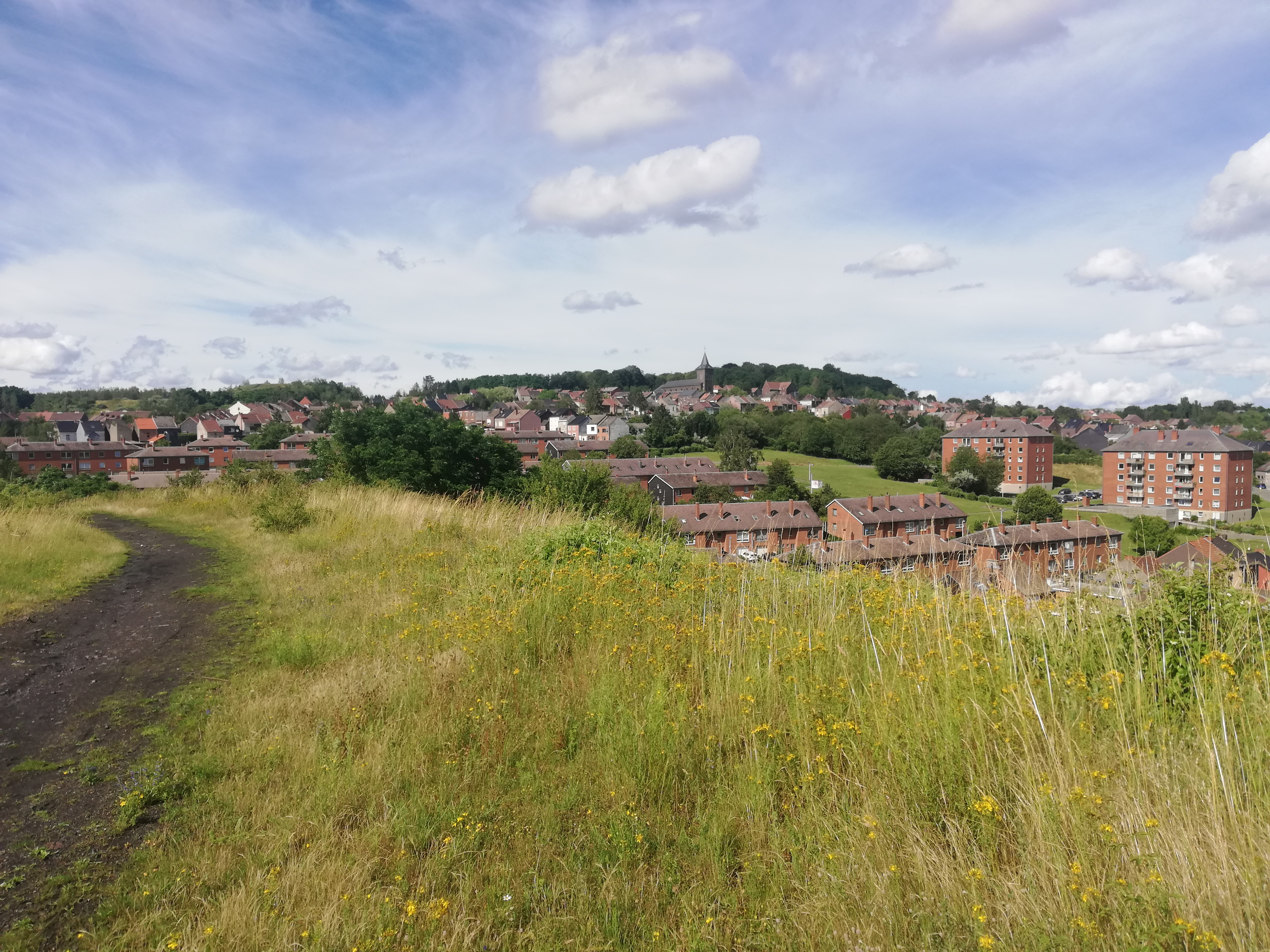
Vue sur La Docherie et la cité de l'Egalité.
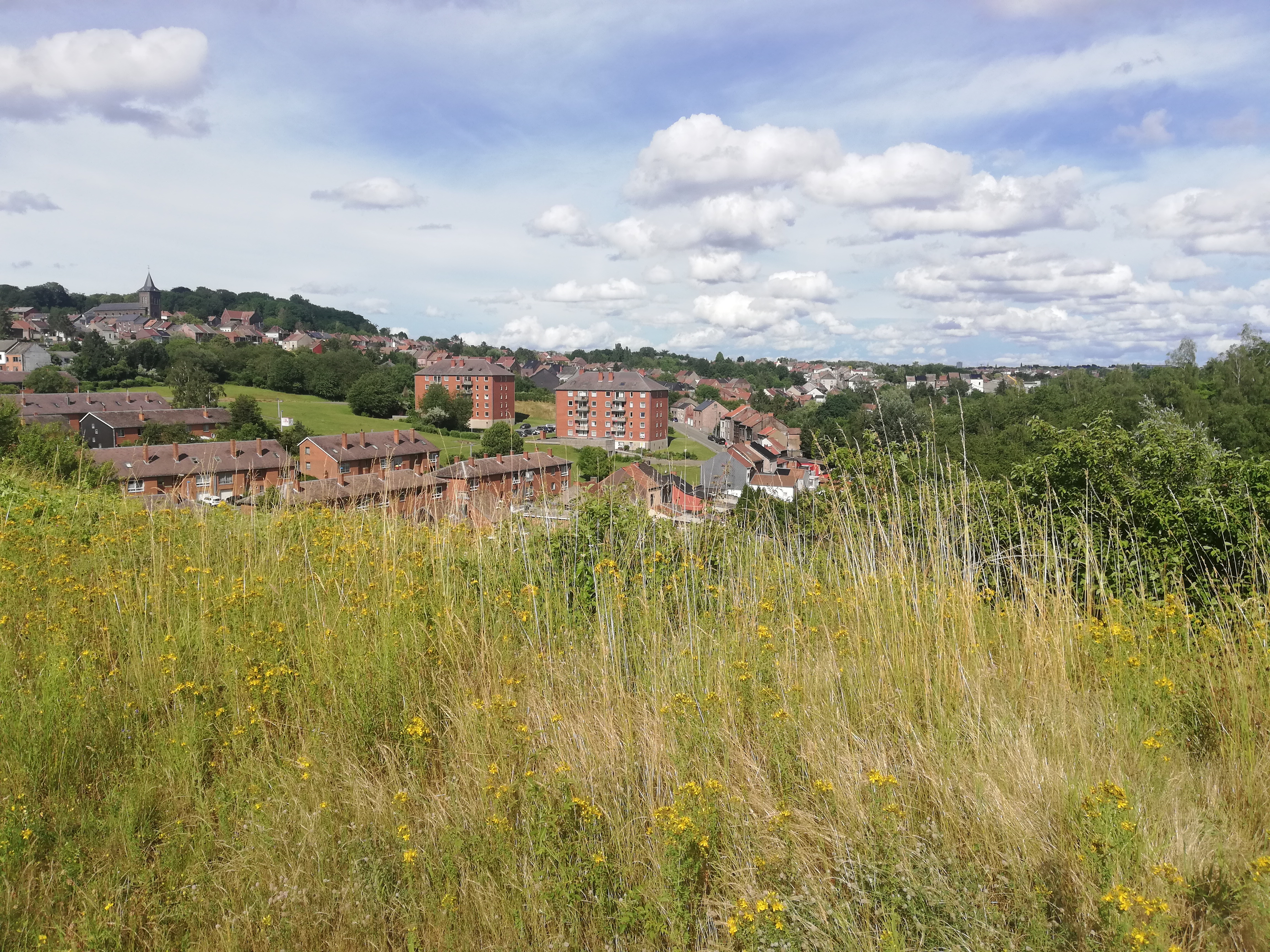
Vue sur la cité de l'Egalité vers l'est.

## Démographie
| 1801  | 1846  | 1900   | 1947   | 1977   | 2001   |
| ----- | ----- | ------ | ------ | ------ | ------ |
| 1 140 | 2 695 | 18 938 | 21 351 | 17 017 | 14 985 |

## Histoire

### Antiquité
Le territoire de Marchienne, lors de l'invasion romaine, faisait partie des cinq peuples clients des Nerviens, appelés les « Gordunes ». Leurs frontières suivaient la Sambre, à partir de Marcinelle, alors territoire de Marchienne, jusqu'à Solre-sur-Sambre, puis longeaient les rives de l'Hantes jusqu'à Leval, englobant les limites occidentales de Solre-Saint-Géry, Renlies, Froidchapelle et Rance. À l'est, elles touchaient le territoire des Lévaques.
En 27 av. J.-C., sous le règne d'Auguste, les Romains divisèrent la Gaule en provinces, nommées Première Belgique et Seconde Germanie.
Ces provinces étaient organisées en cités, elles-mêmes divisées en pagi ou cantons. Dans la cité des Tongrois se trouvait le pagus de Lomme, qui incluait le territoire de Marchienne. Durant la période franque, le grand pagus de Lomme avait sous son autorité les pagi moyens de Darnau, de la Sambre et de Lomme, situés à l'est de l'Hainœnsis. Le pagus de la Sambre, comprenant Marchienne, s'étendait sur la rive droite de la Sambre jusqu'à l'embouchure de l'Eau d'Heure à Marchienne. À l'époque romaine, Marchienne ne possédait aucun territoire sur la rive gauche de la Sambre.
En 1860, des objets furent découverts, et en 1891, à 1,50 m de profondeur, une couche d’un mètre d’épaisseur composée de tuiles romaines à rebords, de briques très dures et imposantes, de béton à base de chaux et de grands moellons solides fut mise au jour. De plus, en 1879, un cimetière gallo-romain fut découvert sur la rive droite de la Sambre.

### Moyen Âge

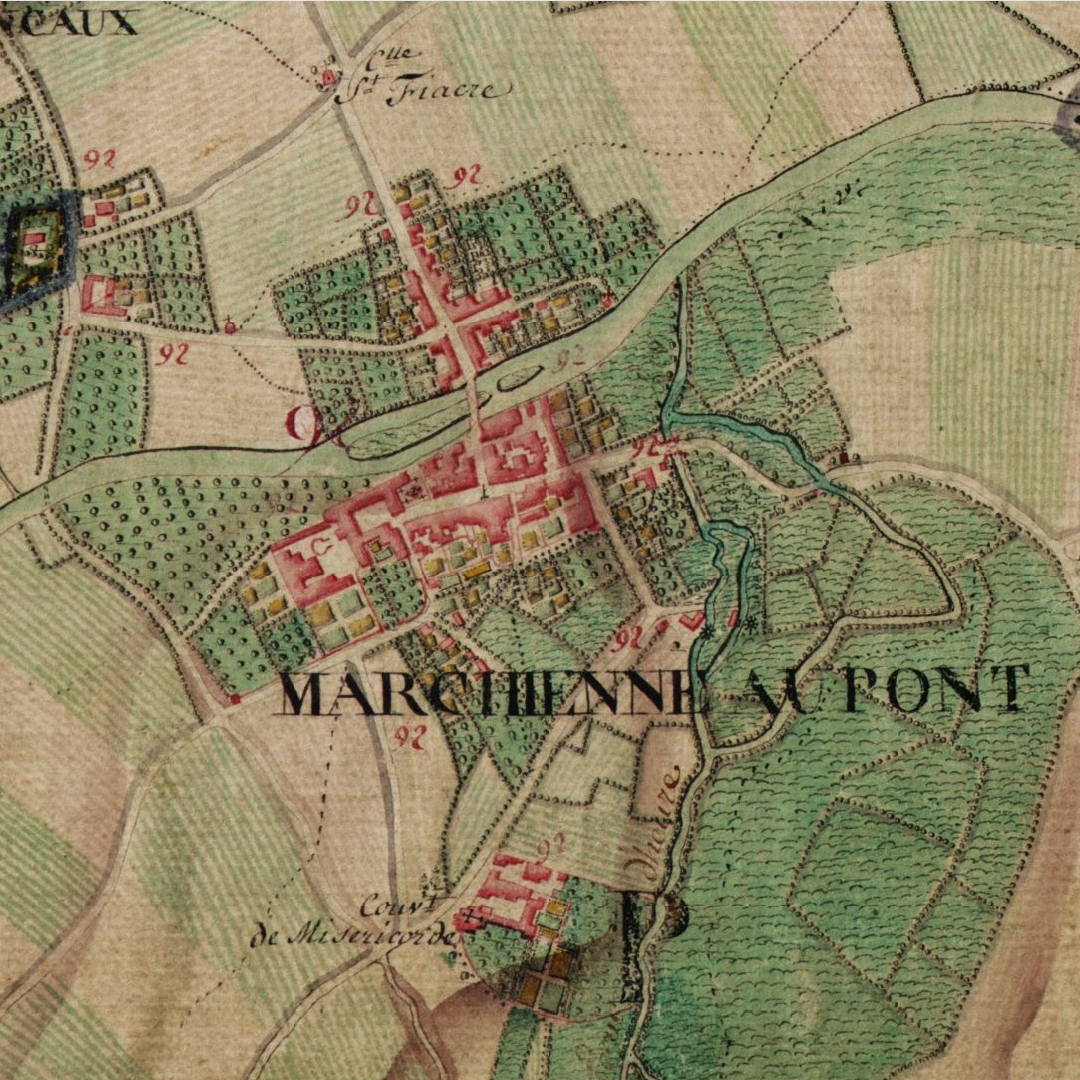
Marchienne-au-Pont dans les années 1770 (extrait de la carte de Ferraris).

Au Ve siècle, la domination romaine prend fin et la monarchie franque, fondée par Clovis, émerge. Marchienne devient un fief royal, et Louis le Débonnaire l’offre le 8 mai, avec Pont-de-Loup (Funderlo), à Eckard. Celui-ci obtient en pleine propriété les maisons, les édifices, les terres cultivées et incultes, les pâturages, les bois, les moulins ainsi que les habitants des deux villages. En 868, un polyptyque rédigé par Irmonon mentionne que l’abbaye de Lobbes possédait des biens à Marchienne et à Marcinelle dans la région de la Sambre. Au Xe siècle, l’évêché de Liège devient la principauté de Liège, et sous l’abbé Éracle, en 860, les biens et le territoire de Marchienne appartenant à l’abbaye de Lobbes sont intégrés à cette principauté.
Pour comprendre l'histoire de Marchienne-au-Pont, il faut revenir au IXe siècle, après la mort de Charlemagne. Son empire est divisé en trois parties : la Francie, la Germanie et, entre les deux, un vaste territoire nommé le Royaume de Lothaire, qui englobait une grande partie de la Belgique actuelle et de la Bourgogne. Le 15 novembre 889, Arnulf de Carinthie, roi de Germanie, cherchant un soutien politique en Lotharingie, offre l'abbaye de Lobbes et ses 17 villages à Francon, abbé de Lobbes et futur évêque de Liège. L'histoire est en marche, la localité et ses environs proches vers le sud et l'ouest sont pour plusieurs centaines d'années possession liégeoise, et constituent une avancée vers les terres du comté de Hainaut à l'ouest. À quelques kilomètres (à l'époque on disait « lieues »), à l'est, Charleroi, qui n'est encore qu'un bourg nommé « Charnoy », est une possession du comté de Namur.
Le perron de Liège restera longtemps l'emblème de la bourgade, puis de la commune. Un perron en pierre se dressait autrefois sur l'actuelle place Albert 1er (actuellement place du Perron).
En 980, le prince-évêque Notger obtient les pouvoirs comtaux et fait du domaine une enclave politique liégeoise, avec Thuin et ses remparts comme place forte. Sous la protection des princes-évêques, Marchienne se développe et prospère.

### Ancien Régime

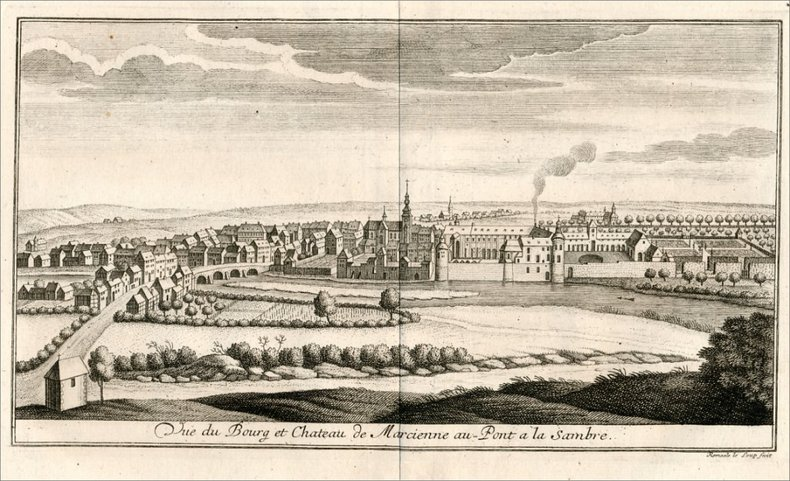
Vue du bourg et du château par Remacle Le Loup dans Les Délices du Pays de Liège (vol. 5 - 1738-1744).

#### Le vieux pont
Le « vieux pont de Marchienne » est un autre élément clé. La localité tire son nom actuel de ce pont. On en trouve la première mention dans les archives locales datant de 1541. Il mesure 81 m de long sur 3,80 m de large. Un pont-levis barre le centre de l'édifice. Grâce à cet ouvrage de génie civil, la localité devient un lieu de passage important. Il favorise l'installation de commerces et de négoces et accroît progressivement le développement urbain. Jusqu'en 1842, et la construction du « pont Neuf », le vieux pont à trois arches est le seul pont entre Charleroi (où il n'y a pas de pont de pierres avant 1668) et l'abbaye d'Aulne, soit sur une distance de 15 km.

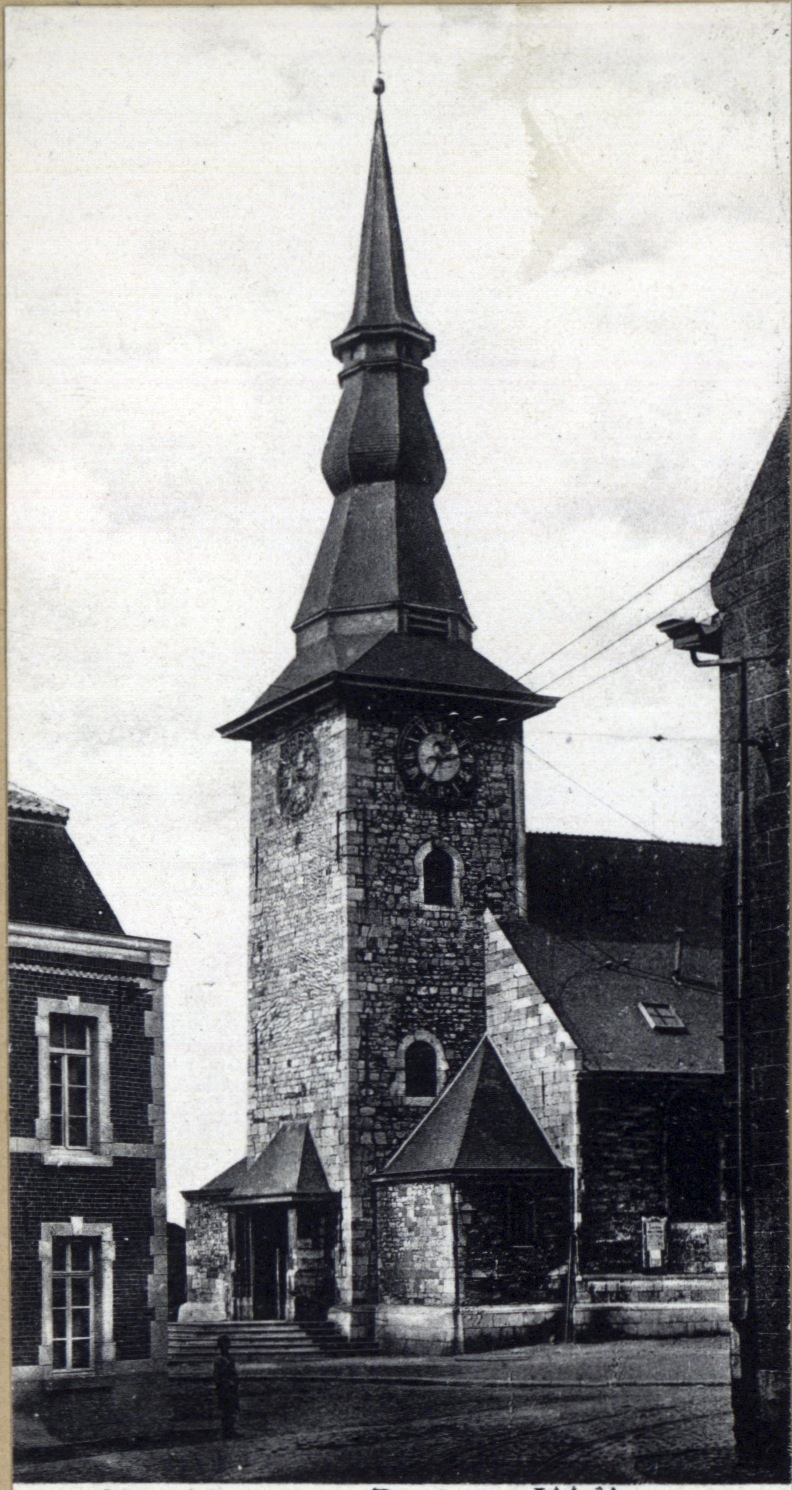
L'ancienne église (XVIe siècle). Elle a servie de prison pendant la révolution française.

Le vieux pont à trois arches et le perron figurent sur les armoiries de la commune de Marchienne-au-Pont.

#### Années 1408, 1554 et 1680
La localité fut détruite en 1408 lorsque les Liégeois se révoltèrent contre le prince-évêque Jean de Bavière, qui refusait de prendre les ordres ecclésiastiques. En 1554, les troupes de Henri II ravage le village. En 1587, les Espagnols séjournent et y commettent des déperditions. La localité eut le droit de s'entourer de remparts pour se protéger des pilleries des gens de guerre.

### République et Empire français
La principauté de Liège était organisée en quartiers, chacun étant divisé en plusieurs districts dont le nombre variait selon la taille du quartier ; celui situé entre la Sambre et la Meuse en comptait cinq.
Dans le premier, nous rencontrons : Farciennes, Loverval, Montigny-sur-Sambre, Presles, Châtelet, Pont-de-Loup, Bouffioulx, etc. ;
dans le deuxième, Couillet, Landelies, Leernes, Monts-Marchiennes, Montigny-le-Tilleul, Monceau-sur-Sambre et Marchienne-au-Pont.
Après les événements militaires de 1794, la principauté de Liège fut annexée à la France par un arrêté de la convention du 1er octobre 1795. Un mois auparavant, le 7 septembre 1795 (7 fructidor an III), Marchienne-au-Pont, un bourg de la principauté de Liège, avait déjà été rattaché au département de Jemmapes par un arrêté du comité de salut public.
Le pouvoir exécutif, selon la nouvelle constitution, devait gouverner l’État avec le conseil des Cinq-Cents et celui des Anciens. Il fut mis en place le 13 brumaire an IV (4 novembre 1795) et se composait de cinq membres désignés par les deux conseils. C’est sous le Directoire exécutif que Monceau-sur-Sambre fut annexé à Marchienne-au-Pont.

#### L'église devenue une prison militaire en 1794
L’église de Marchienne a été transformée en prison militaire. Cet édifice, autrefois dédié au culte catholique, sert désormais à Jourdan, le vainqueur de Charleroi et de Fleurus, pour enfermer suspects, déserteurs et prisonniers de guerre. Parmi les premiers détenus figuraient Pierre Jacques Claeys, greffier de Charleroi, et Navez, échevin de la même ville, qui, après leur arrestation, furent escortés à Marchienne, quartier général, par deux hussards.

#### Monceau réuni à Marchienne
Monceau, à l'époque de la réunion à Marchienne qui remonte à l'an V, était l'une des plus anciennes baronnies du Pays de Liège. Elle appartenait à la famille de Hamal avant de passer à celle de Gavre. Cette terre bénéficiait autrefois des prérogatives les plus étendues.. Ce qui est étrange ici, c’est que l’arrêté du 7 fructidor an III, qui désigne les communes de l’ancienne « principauté de Liège », notamment Marchienne, réunies au département de Jemmapes, ne mentionne pas Monceau-sur-Sambre. Cela suggère que Monceau était déjà une dépendance de Marchienne à cette époque. Cependant, dans un cahier de correspondance de Monceau daté de 1822-1823, nous avons trouvé des notes indiquant que les deux communes ont été réunies l’an V, soit entre le 21 septembre 1796 et le 17 septembre 1797, durant l’an V de la République. L’intervention en 1796 de M. de Cartier, agent municipal de Marchienne, comme signataire des comptes de Monceau, montre que cette réunion était au moins en cours d’exécution.
Une commission consulaire prit la place du directoire exécutif, et une nouvelle constitution fut adoptée le 22 frimaire an VIII (13 novembre 1799). Le gouvernement de la République fut confié à trois consuls : Bonaparte, Jean-Jacques-Régis de Cambacérès et Charles-François Lebrun. Ils assumèrent leurs fonctions le 4 nivôse an VIII (25 décembre 1799).
La loi organique du 28 pluviôse an VIII (17 février 1800) a introduit de nouveaux changements dans l'administration intérieure du pays. Le département de Jemmapes a été divisé en trois arrondissements : Tournai, Mons et Charleroi. Depuis lors, Marchienne fait partie de l'arrondissement de Charleroi.
Le 20 mai 1804, les cloches de Marchienne annoncent la proclamation de Napoléon comme empereur. Le 2 juin, les fonctionnaires et employés prêtent serment au nouveau souverain, et le 10 juin, le Te Deum est chanté dans les églises de toutes nos communes. Le Pape Pie VII se rend à Paris pour consacrer la nouvelle dynastie.
Le 6 mai 1805, Napoléon est couronné roi d’Italie à Milan.
En 1813, le conseil communal de Marchienne alloue 50 francs pour la fête de l’empereur, célébrée en août. L’année suivante, après son retrait à Fontainebleau, l’empereur abdique et est exilé sur l’île d’Elbe. Le 3 avril, le son des cloches annonçait cet événement au peuple.

### Royaume uni des Pays-Bas
Après Waterloo, Marchienne-au-Pont fait partie du royaume uni des Pays-Bas jusqu'au traité de Londres du 20 décembre 1830.

#### Monceau séparé de Marchienne-au-Pont
Marchiennes se sépare de Monceau le 18 décembre 1822 par un arrêter royal du roi Guillaume des Pays-Bas et nomme le Marquis F. A. de Gavres comme maire de la commune de Monceau-sur-Sambre.

### De 1830 à 1977
La Belgique devient indépendante le 4 octobre 1830.

#### Pouvoirs communaux
Sous l'Ancien Régime, le pouvoir communal était partagé entre trois personnes, sous la surveillance du prince-évêque et du bailli de l'Entre-Sambre-et-Meuse, résidant à Fosses-la-Ville. Le mayeur présidait la cour de justice composée de sept échevins, le bourgmestre dirigeait le conseil communal, et le curé gérait la paroisse. Sous le régime français, la municipalité était administrée par des agents municipaux et un maire. À cette époque, Monceau était relié à Marchienne.
En suivant un ordre du gouvernement provisoire du 8 octobre 1830, transmis aux autorités de Marchienne le 12 du même mois par le gouverneur du Hainaut, les notables de Marchienne, c’est-à-dire ceux qui payaient au moins 10 florins par an en contributions directes, y compris les patentes, ainsi que les avocats, avoués, notaires, médecins, chirurgiens, officiers de santé, professeurs de sciences, arts ou lettres, instituteurs, etc., se sont réunis chez François Jacques, rue du Perron. Après avoir été informés par le conseil communal encore en fonction que toutes les formalités prévues par les arrêtés mentionnés avaient été respectées, l’assemblée, sous la présidence de M. Jean-Baptiste Eliears, doyen d’âge des notables, assisté de Jean-Baptiste Pouillon, Englebert de Cartier, Joseph de Cartier et Alphonse Cossée, les plus imposés de la commune en tant que scrutateurs, a procédé à l’élection du président de l’assemblée.
Les 49 membres présents ont participé au vote, et M. Jean-Baptiste Pouillon a été élu président avec 40 voix. Joseph de Cartier, Dominique Monnom, Sylvain Pirmez et Benoît Baudy ont respectivement obtenu 5, 2, 1 et 1 voix.
Liste des bourgmestres de Marchienne-au-Pont de 1830 à 1977.

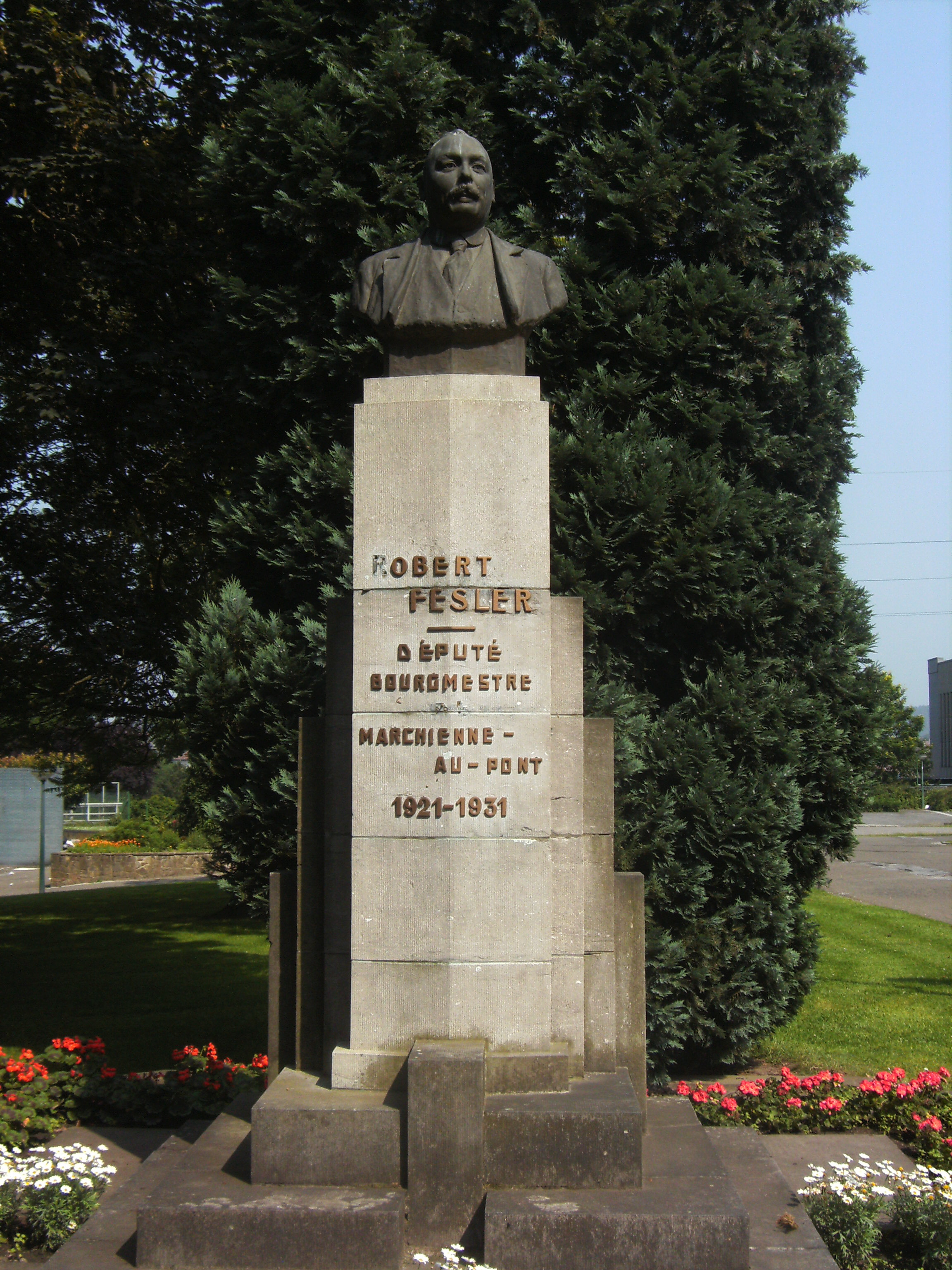
Buste du bourgmestre Robert Fesler dans le parc de l'hôtel de ville.

- Sylvain Pirmez (1830-1836), (tendance catholique) ;
- Joseph de Cartier (1836-1844), (Parti libéral) ;
- Alexandre De Paul (1844-1847), (Parti libéral) ;
- Pierre Parent[Note 3] (1847-1848) ;
- Alphonse Cossée (1848-1854) ;
- Édouard Pirmez (1854-1860), (Parti libéral) ;
- Joseph Caludriau (1860-1885), (Parti libéral) ;
- Joseph Lefèvre (1885-1895), (Parti libéral) ;
- Léon Pourbais (1895-1896), (Parti libéral) ;
- Camille Dessart (1896-1901), (Parti libéral) ;
- Léopold Vasse (1901-1905), (Parti libéral) ;
- Omer Bernard (1905-1921), (Parti libéral) ;
- Robert Fesler (1921-1931), (POB) ;
- Pierre Bauwens (1931-1933), (POB) ;
- Edmond Jacquin (1933-1957), (POB-PSB) ;
- Louis Leriche[Note 4] (1957-1976)[31], (PSB).

### Accidents successifs au puits Sainte-Suzanne
Au puits Sainte-Suzanne, le grisou est tristement célèbre pour avoir causé 10 morts en 1846 et 3 en 1849. En 1854, un coup d'eau, suivi le 22 janvier d'un nouveau coup de grisou, empêche 25 mineurs de remonter à la surface. Au puits Saint-Henri, en 1858, 3 ouvriers perdent également la vie à cause de la rupture d'un câble.

### Développement du quartier de La Docherie
À l'époque carolingienne, les bois de La Docherie et de Jumet faisaient partie des territoires de chasse intégrés au domaine royal de Marchienne-au-Pont. Du Haut Moyen Âge jusqu'au XVIIIe siècle, la colline de La Docherie appartenait à la seigneurie de Marchienne. En 1750, une société fut créée sous le nom de Bois de Bayemont. Une deuxième concession, s'étendant sous le hameau proprement dit, fut intégrée à la société du Bois de Bayemont. En 1840, Pierre Parent, devenu bourgmestre, acheta le bois de Bayemont qu'il fit défricher par la suite. Il traça les premières rues et vendit des parcelles de terrain pour y construire des maisons. Il fit construire une église de grande taille pour accueillir les nouveaux habitants. La première pierre fut posée en 1868 et l'édifice achevé en 1871.
En 1853, la population compte 721 habitants (3167 pour l'ensemble de Marchiennes). Cette année marque également la première élection de deux conseillers communaux parmi les Dochards éligibles. En 1893, soit seulement quarante ans plus tard, la population dépasse les 6 000 habitants.

### Le chemin de fer
Le chemin de fer est arrivé à Marchienne-au-Pont en 1843, avec l'ouverture par les Chemins de fer de l'État belge de la ligne reliant Braine-le-Comte, Manage, Luttre et Charleroi (correspondant aux actuelles lignes 117 et 124).
Le 1er décembre 1848, la Société du chemin de fer de l'Entre-Sambre-et-Meuse, financée par des capitaux anglais, inaugure la section Marchienne-Walcourt-Morialmé (aujourd'hui les lignes 132 et 135), avec une antenne vers Laneffe (alors à traction chevaline). Ces travaux sont dirigés par Eugène Gremez, de Cerfontaine, contrôleur du Service des Transports, sous les ordres directs de George Sheward, administrateur anglais de la ligne, résidant à Jardinet-lez-Walcourt, dans l’ancienne abbaye. Gremez effectue de nombreuses visites aux différentes stations de la ligne, s’intéresse aux divers développements commerciaux possibles, analyse les coûts, commande tous les équipements nécessaires et nomme des responsables à chaque niveau. Quatre ans plus tard, cette ligne est prolongée vers le sud (Silenrieux, Cerfontaine, Mariembourg, Vireux-Molhain).

### Le canal de Chimay
Avant de lancer la construction d’un chemin de fer au cœur de l’Entre-Sambre-et-Meuse, les milieux économiques de l’époque avaient envisagé la création d’un canal pour désenclaver la région.
À la fin de l’union avec la Hollande, la Chambre de Commerce de Charleroi, souhaitant soutenir la forge de l’Entre-Sambre-et-Meuse, a proposé la construction du canal de Chimay. Ce canal relierait Thuin, sur la Sambre, à Chimay, avec une rigole vers Couvin, alimentée par le trop-plein du lac de Virelles. L’objectif principal était de permettre aux bateaux venant de Chimay et Couvin de transporter le fer, la fonte, les ardoises, et d’autres produits jusqu’à l’Escaut.

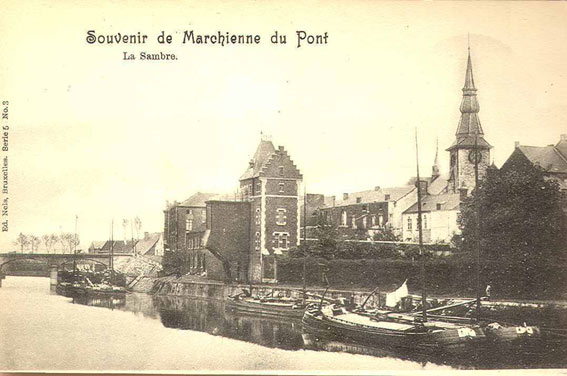
Vue sur la Sambre au début du XXe siècle.

Assez rapidement, ce tracé est délaissé au profit d’un canal reliant l’embouchure de l’Eau d’Heure à Marchienne-au-Pont jusqu’à sa source dans les bois de Cerfontaine ; de là, la voie d’eau devait traverser le coteau de partage, en partie à ciel ouvert et en partie en souterrain, pour rejoindre la Brouffe et l’Eau Blanche.
Au final, c’est le chemin de fer qui gagne. En 1852, la Compagnie du chemin de fer de Charleroi à la frontière de France (qui devint, par mise à bail, la Compagnie du Nord-Belge en 1854) inaugura la ligne de Charleroi à Erquelinnes (aujourd’hui la ligne 130A). Le principal dépôt de locomotives du Nord-Belge fut établi au lieu-dit Saint-Martin, près de la gare de Marchienne-Zone. À côté du dépôt se trouvaient des ateliers de réparation où le Nord-Belge construisait des wagons et quelques locomotives. Une cité ouvrière, désormais appelée la Cité du Nord, fut bâtie à proximité immédiate.
En 1867, le « vieux pont » est remplacé par une passerelle en fer, le développement technologique oblige.

### Les troubles de 1867
Le vendredi 1er février 1867, la grève fut décidée, les machines sont à l'arrêt, les grilles des fours à puddler retirées. La gendarmerie à cheval patrouille dans les rues de la cité. Le lendemain, les houilleurs du siège du Mambourg et de la Blanchisserie de Dampremy abandonnent leur fosse et menacent leurs camarades de couper leurs cordes s'ils descendent. Ils entraînent avec eux les métallurgistes et les verriers des usines voisines sur la route de Mons. Femmes et enfants rejoignent les hommes. Sur la petite place de l'église, une foule agitée de près de deux mille personnes se rassemble. On réclame une baisse du prix de la farine. La foule avance, pille les entrepôts, et met le feu aux bâtiments, mais des ouvriers plus calmes parviennent à l'éteindre rapidement.

### Le ballon montéGénéral-Daumesnil
Le 22 janvier 1871 le ballon monté Général-Daumesnil s'envole de la gare de l'Est à Paris, alors assiégée par les Prussiens (guerre de 1870), et termine sa course à Marchienne-au-Pont après avoir parcouru 277 kilomètres.

### Première Guerre mondiale

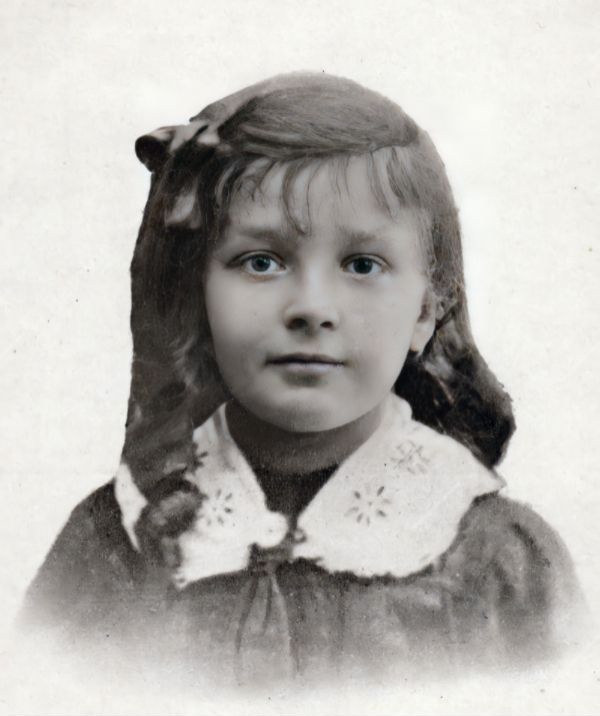
Yvonne Vieslet.

Au début de la Première Guerre mondiale, pendant l'invasion allemande, la commune de Marchienne-au-Pont est relativement préservée par rapport à ses voisines, ne subissant que quelques otages civils tués et un faible nombre de maisons incendiées. Le 22 août 1914, les soldats allemands arrivèrent et engagèrent un combat contre les soldats français en contrebas de l'orphelinat. Les Français battirent en retraite et furent poursuivis au-delà du canal, en direction de Monceau. Le 4 novembre, des avions allemands survolèrent la zone et larguèrent des bombes autour de la rue du Cimetière (actuellement rue du Curé-Robert). De nombreux bâtiments ont subi des dégâts, mais les sœurs et les riverains sont restés indemnes. Le quartier de Marchienne-État est ravagé par les flammes. Peu avant la fin de la guerre, un événement tragique survient : une écolière de 10 ans, Yvonne Vieslet, est tuée par un soldat allemand le 12 octobre 1918.

### Seconde Guerre mondiale
Le 15 avril 1940, Le puits no 18 - Parent, propriété de la SA Monceau-Fontaine, est le théâtre d'un coup de grisou qui tue 26 mineurs. Le 10 mai 1940, dans leur avancée fulgurante, des soldats allemands, arrivant de Jumet, traquèrent, dans La Docherie, des Saphis français, au milieu de l'horreur des combats de rue. Un obus allemand a explosé une maison de la rue Destrée, d'où furent retirés un mort et plusieurs blessés. Les bombardements aériens, visant les installations ferroviaires de Saint-Martin causent des dégâts importants. Le centre de Marchienne-au-Pont est dévasté, les ponts enjambant la Sambre sont détruits, l'ancien hôtel de ville est touché (le clocher à bulbe est détruit), les moulins à vapeur sont incendiés.

### Après guerre
Après la guerre en 1949, le nouveau pont est inauguré en présence du ministre Oscar Bohogne. Sous la direction du bourgmestre Jacquin et de son successeur Louis Leriche, la commune lance une politique de construction d'habitations sociales. Le canal est adapté pour supporter 1 350 t, avec un gabarit équivalent à celui de la Sambre jusqu'à la Jambe de Bois.. La construction d'un nouvel hôpital de nouvelles écoles et d'un nouvel hôtel de ville.
À la suite de la loi sur la fusion des communes, Marchienne-au-Pont rejoint 14 autres communes pour former l'entité de Charleroi.

## Sceau et armoiries
|  | Sceau de Marchienne-au-Pont. Blasonnement : Un pont de trois arches surmonté du perron liégeois. - Délibération communale : 9 juillet 1892 - Arrêté royal : 7 novembre 1892 |
|  | Armoiries officieuses de la commune de Marchienne-au-Pont inspirées de l'ancien sceau.                                                                                      |

## Patrimoine et culture

### Patrimoine architectural et monumental

#### Religieux

##### Églises

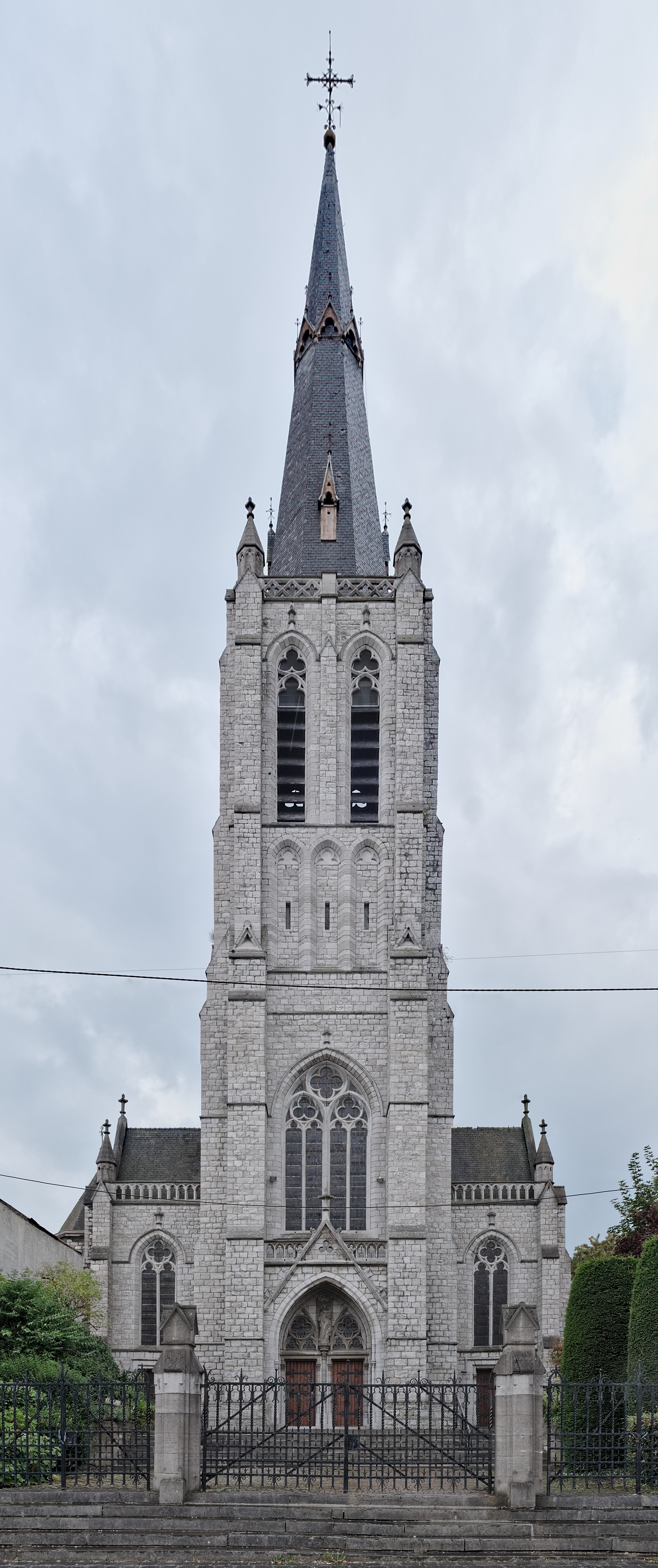
Église Notre-Dame de Miséricorde.

- Église Notre-Dame de Miséricorde ou de la Sainte-Vierge. Construite en 1512, mais un texte du 23 mai 1398 fait mention de réparation de la tour. L'église souvent endommagée surtout au XVIe siècle. En 1579 alors qu'elle venait d'être réparée, elle subit l'assaut des Gueux qui emportèrent les ses cloches[48]. Devenue trop petite est vétuste à la fin du XIXe siècle, l'église fut démolie en 1905 pour aménager la place[49]. La nouvelle église a été construite entre 1901 et 1904 par l'architecte C. Sonneville[22], elle est de style néo-gothique est est inspirée de l'abbatiale d'Aulne[50]. Elle possède dans le porche quelques pierres tombales de l'ancienne église.
  - Dans le porche de l'église se trouve la pierre tombale du chevalier Jehan de Labricque (mort en 1556) écuyer et greffier à la Cour de Marchienne entouré de ses deux épouses (Françoise du Fary et Isabeau de Davre)[51].
- Église paroissiale Sainte-Bernadette, construite par l'architecte Letroye en 1935 et 1936 et consacrée en 1954[52].
- Église Saint-Pierre, située dans le quartier de La Docherie. Construite en 1868 en style néo-roman et vite lézardée par les dégâts minières ; le clocher n'a été terminé qu'en 1893[53],[54],[55].
- Église Notre-Dame des sept Douleurs, deuxième église du quartier de La Docherie. Bâtie en 1935-1936 par l'architecte Dubois[56], elle est aujourd'hui une église orthodoxe.
- Temple protestant, bâti en 1897 dans un style éclectique[52].

##### Chapelles
- Le bateau-chapelle Spes Nostra, amarré sur la Sambre quai du Sud, près du pont depuis 1953[57].
- Chapelle Saint-Roch, bâtie en 1891[52], rue des Chantiers.
- Chapelle Notre-Dame de Miséricorde, édifié à la fin du XIXe siècle ou début du XXe siècle[52].
- Sanctuaire Sainte-Rita, sainte née au XIVe siècle qui est fêtée chaque année les 22 mai, route de Mons. Installé en 1920, il abritait un couvent et une école de séminaristes augustins. L'église a subi des transformations et aujourd'hui, il est devenu un lieu de pèlerinage[58].

##### Autres
- Presbytère, Restauré en 1933, c'était une ancienne miroiterie qui remontait à la 2e moitié du XVIIIe siècle[59].
- École et couvent Notre-Dame, bâtiment qui remonte à la seconde moitié du XVIIIe siècle[52].

#### Civils
- Le château Bilquin-de Cartier construit au XVIIe siècle[22]. Le château survit à la période révolutionnaire et à travers des décennies avant d'être incendiée en 1932[60]. En 1815, le général Drouet d'Erlon et le 1er corps d'armée française logeait dans la nuit du 15 au 16 juin sur le chemin du champ de bataille de Waterloo[61]. Le château abrite notamment la bibliothèque Marguerite Yourcenar. Un monument à la mémoire de l'écrivain se dresse dans la cour du château.
- Brasserie des Alliés, construite en 1937-1938 par l'architecte Dubois[53].
- Hôtel de ville : l'ancien a été aménagé entre 1900 et 1901 dans un château dénommé "Château blanc"[62]. Une tour avec bulbe et deux ailes complètent l'ensemble[63]. Endommagé pendant la Seconde Guerre mondiale puis détruit en 1974. L'hôtel de ville actuel a été inauguré le 10 mai 1973[63] en style moderniste. Depuis la fusion des communes en 1977 l'ancien hôtel de ville est devenu une annexe de l'hôtel de ville de Charleroi.
- Le salon communal construit en 1982[64].

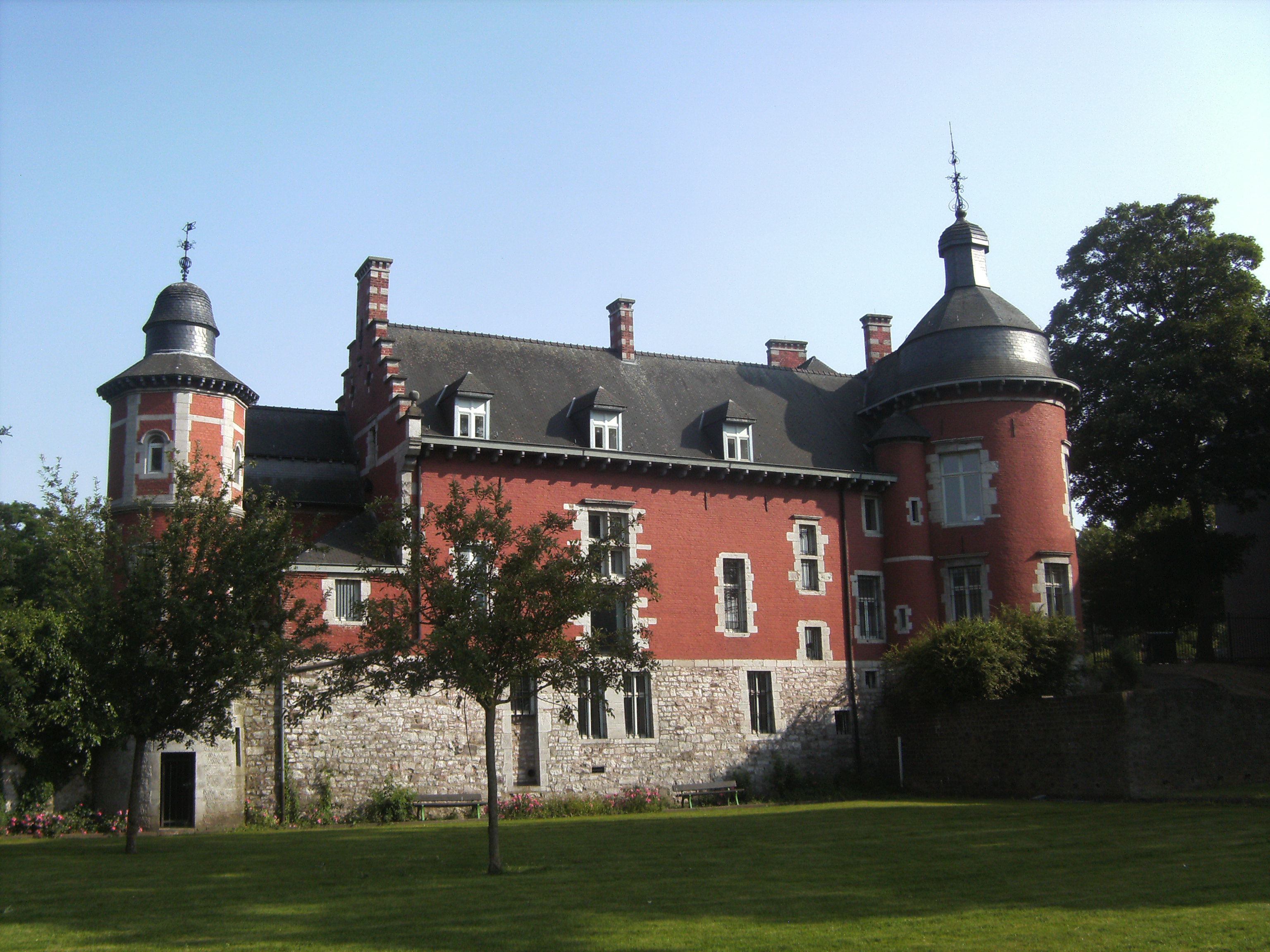
Château Bilquin-de Cartier.
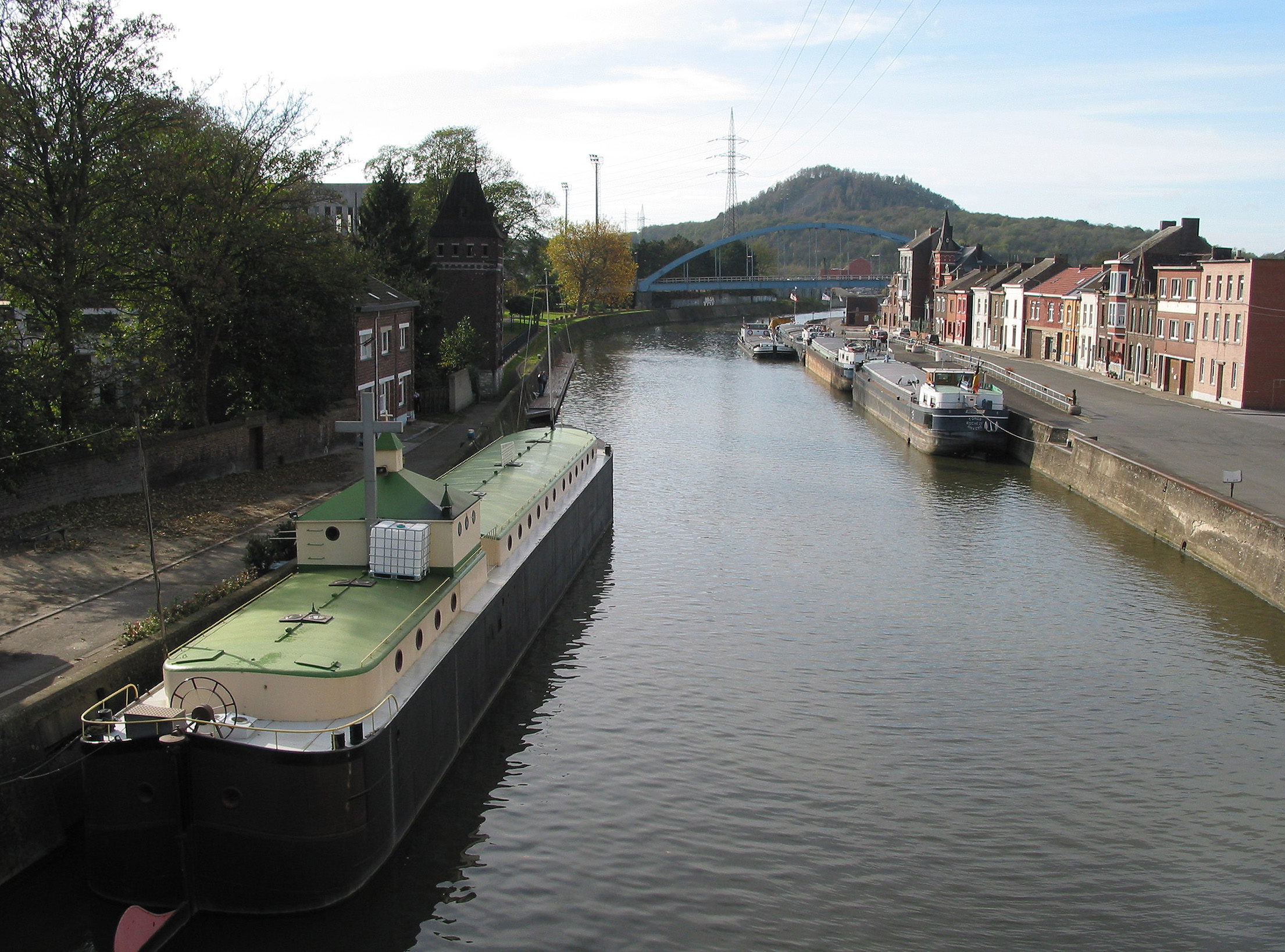
La Sambre et le bateau-chapelle.
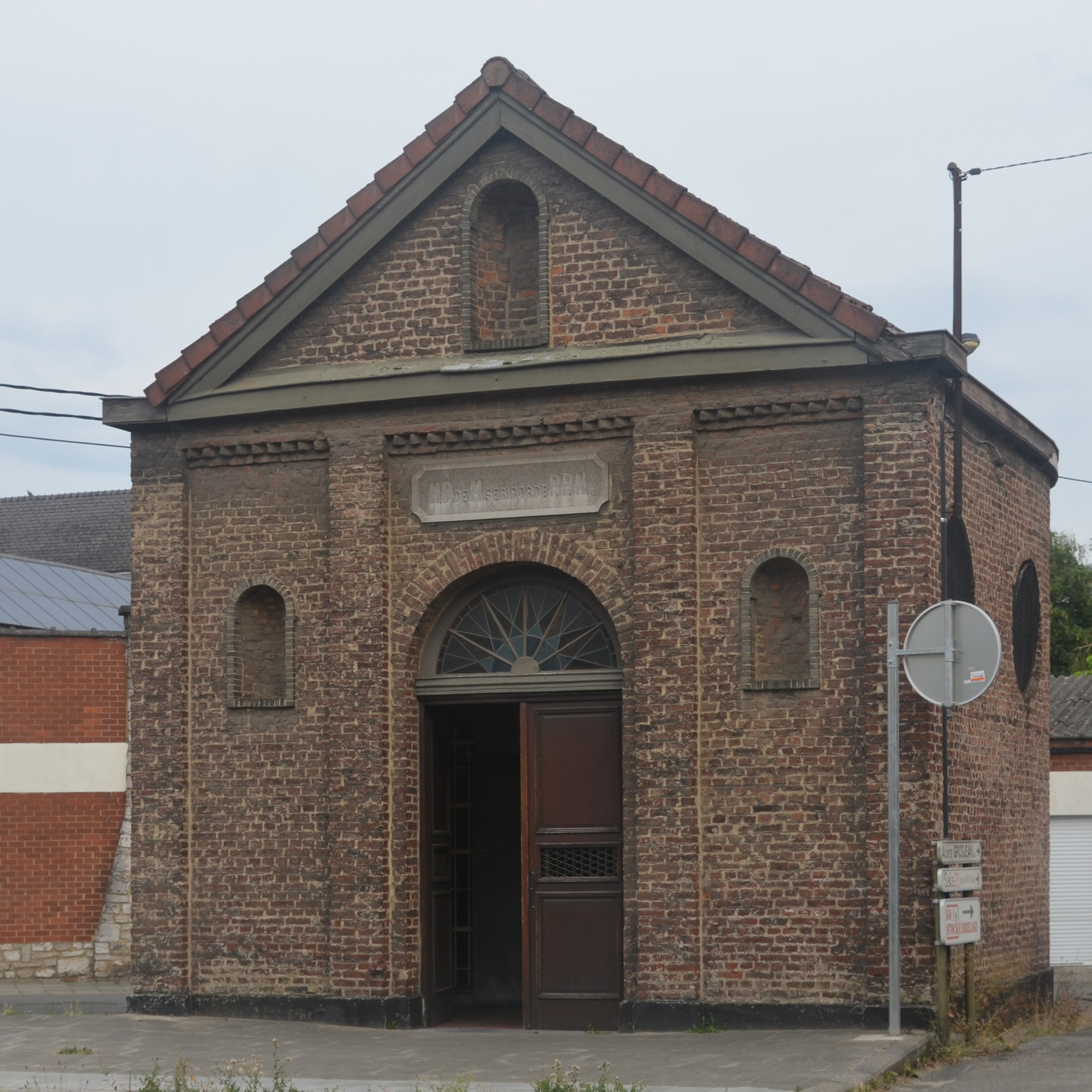
La chapelle Notre-Dame de Miséricorde.
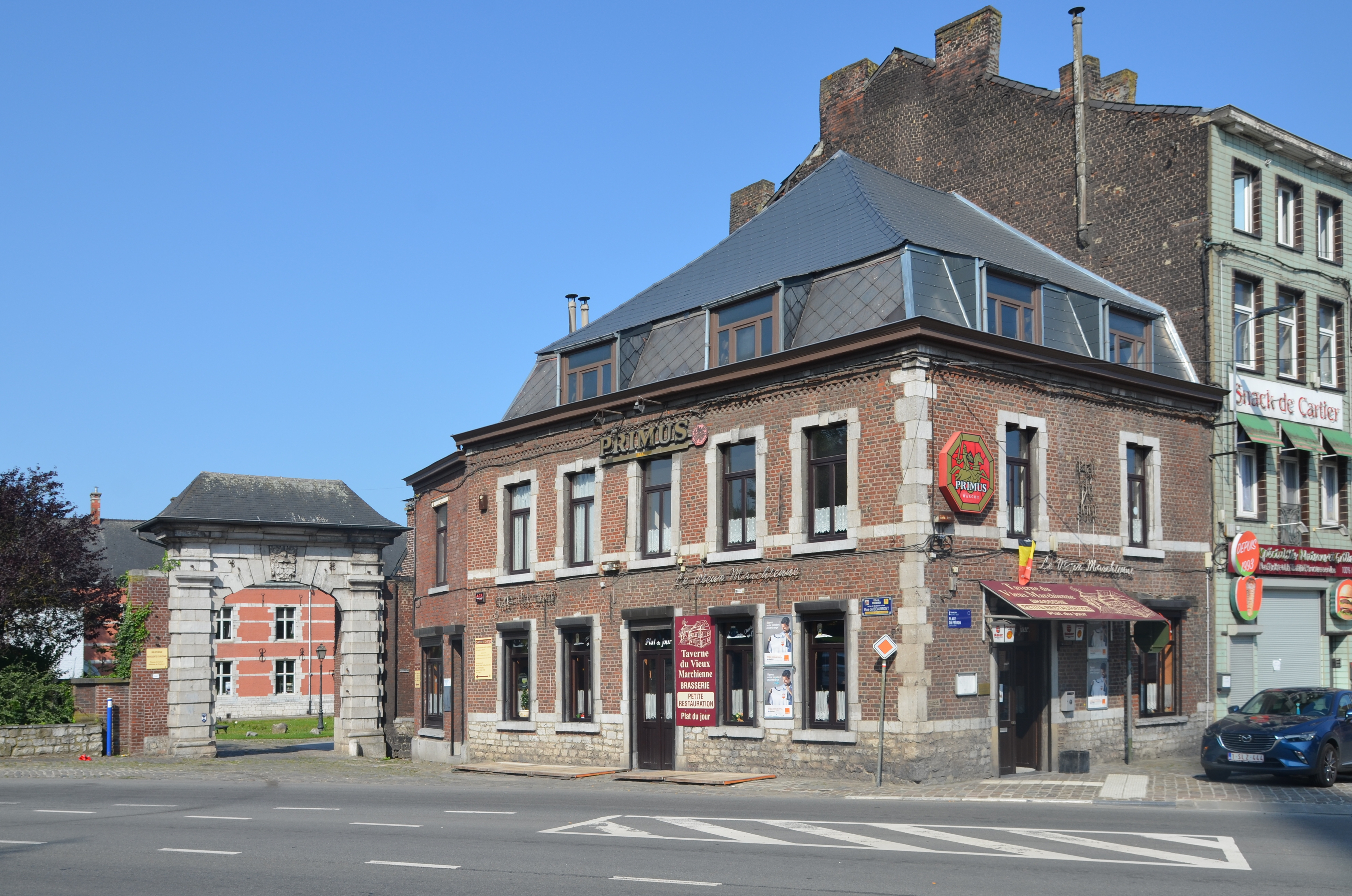
Taverne "Au Vieux Marchienne".
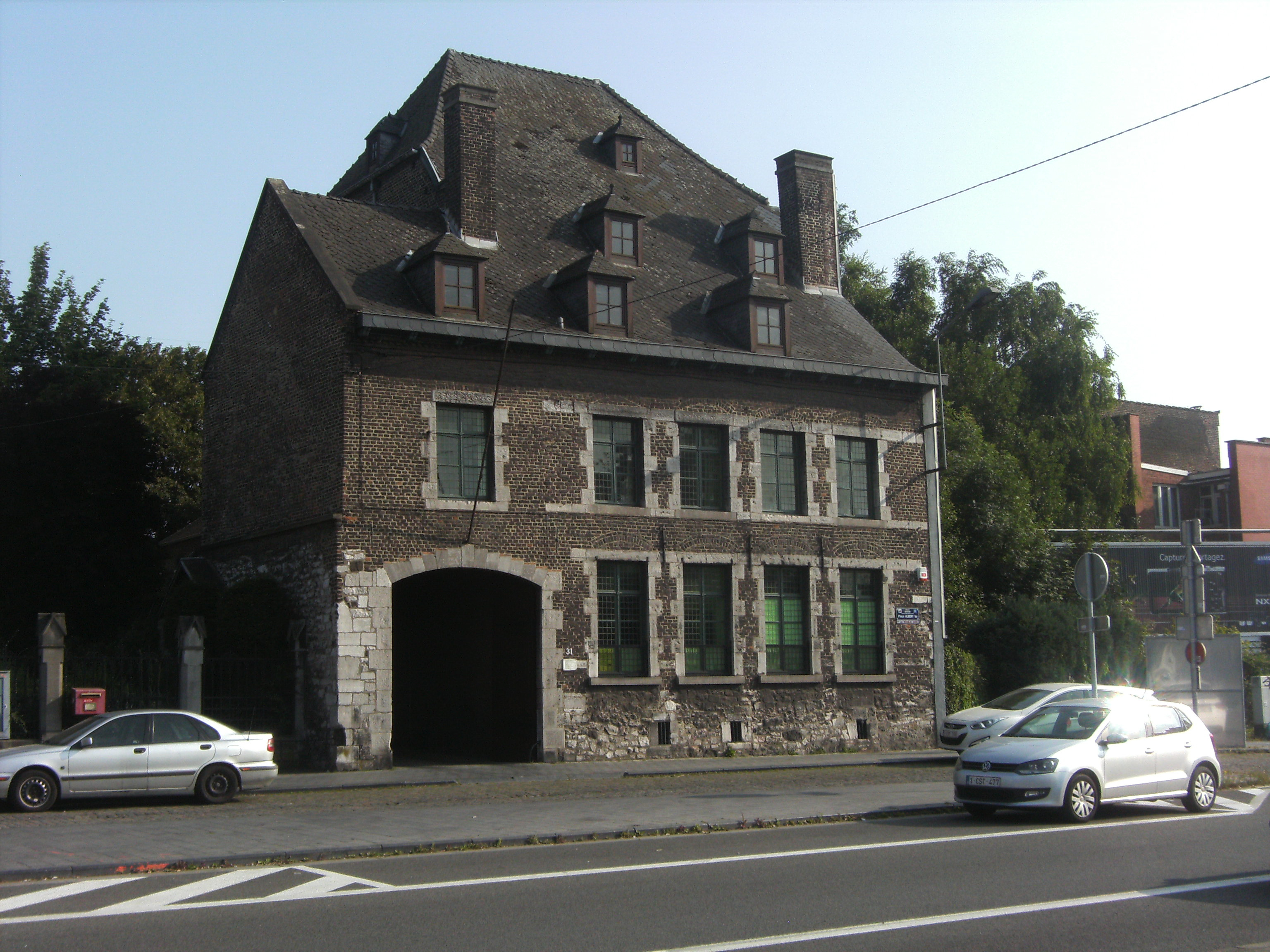
Le presbytère.
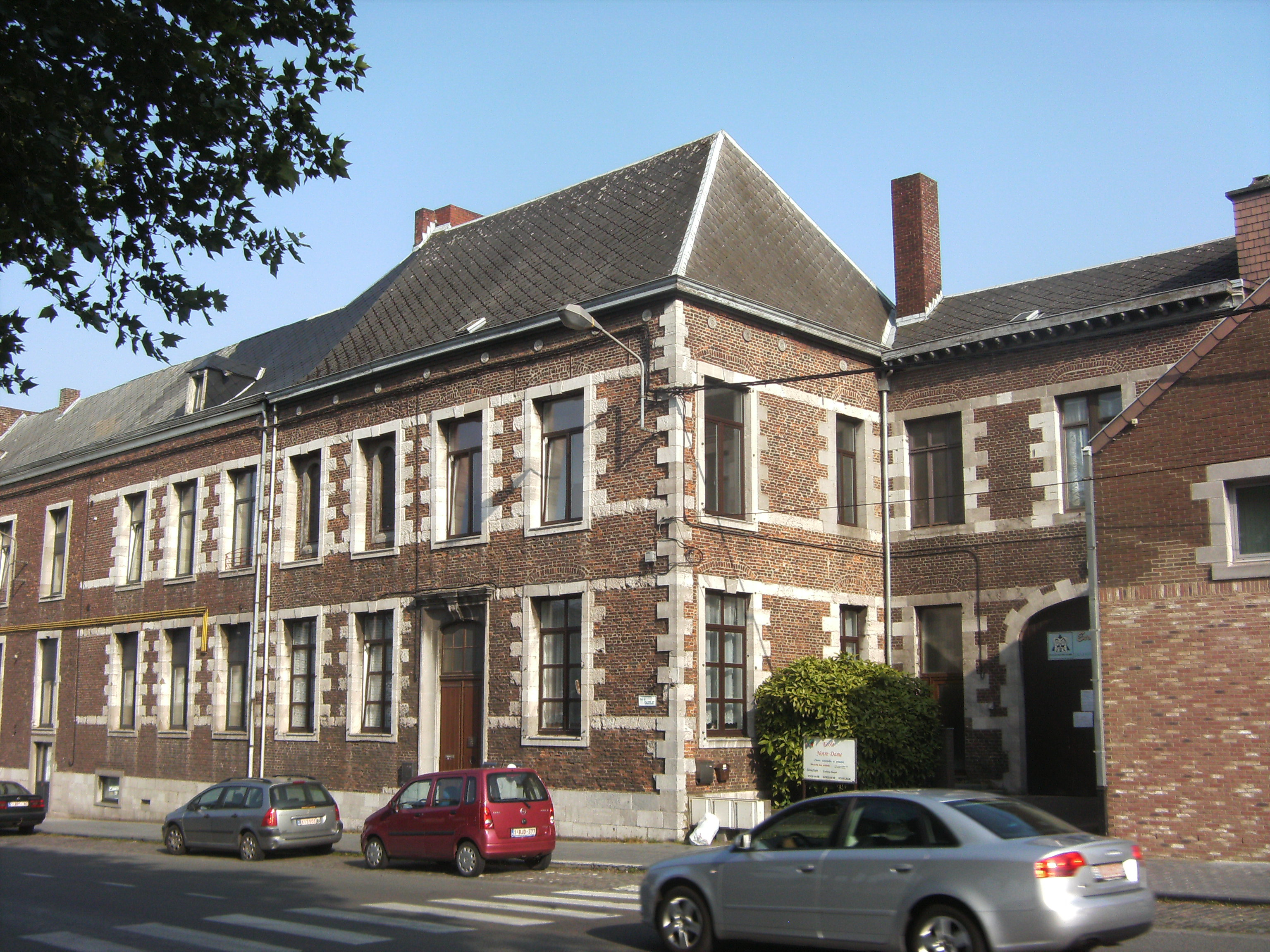
L'école et le couvent Notre-Dame, rue de Châtelet.
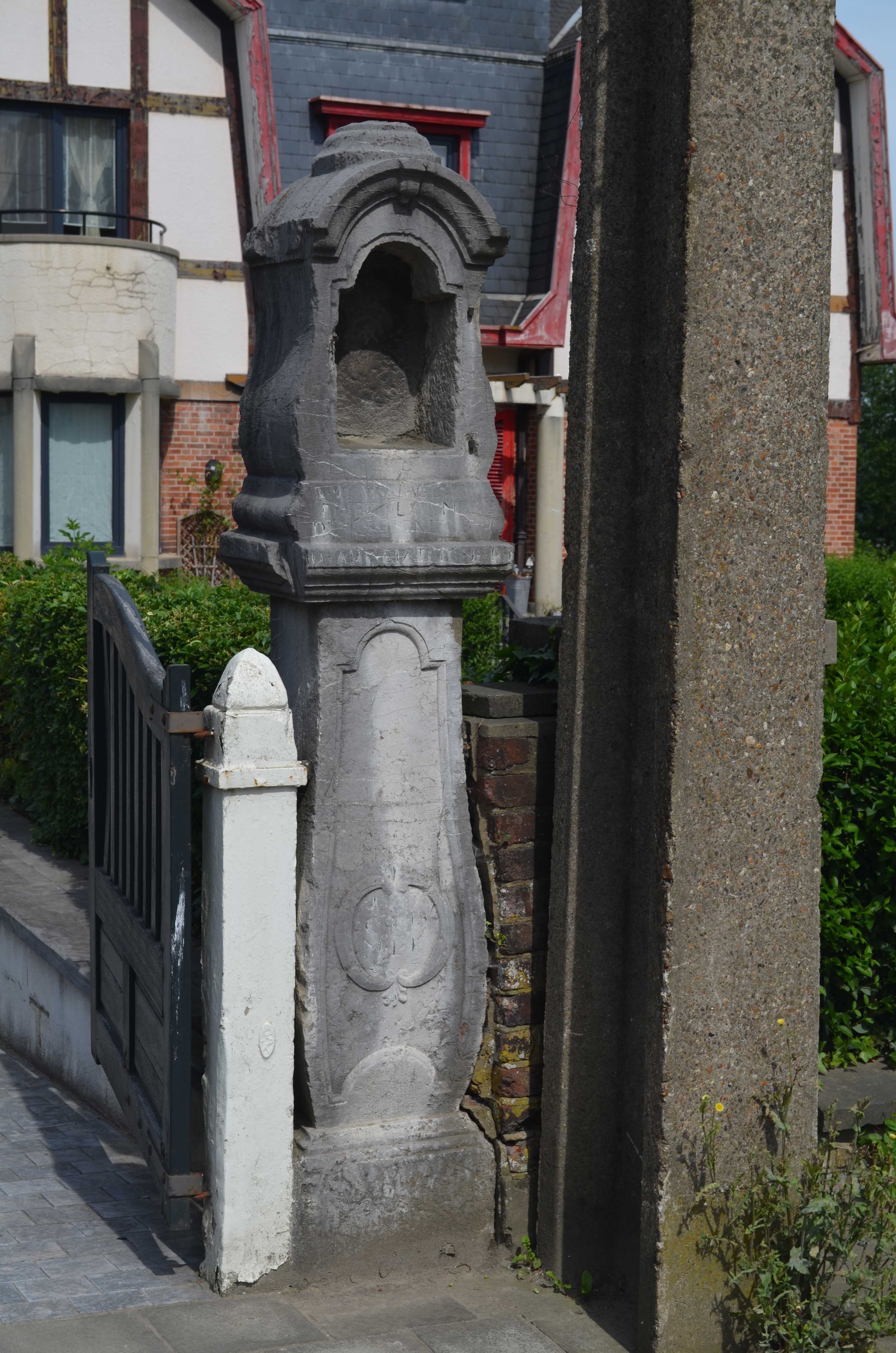
Borne-potale, située route de Beaumont (1764).

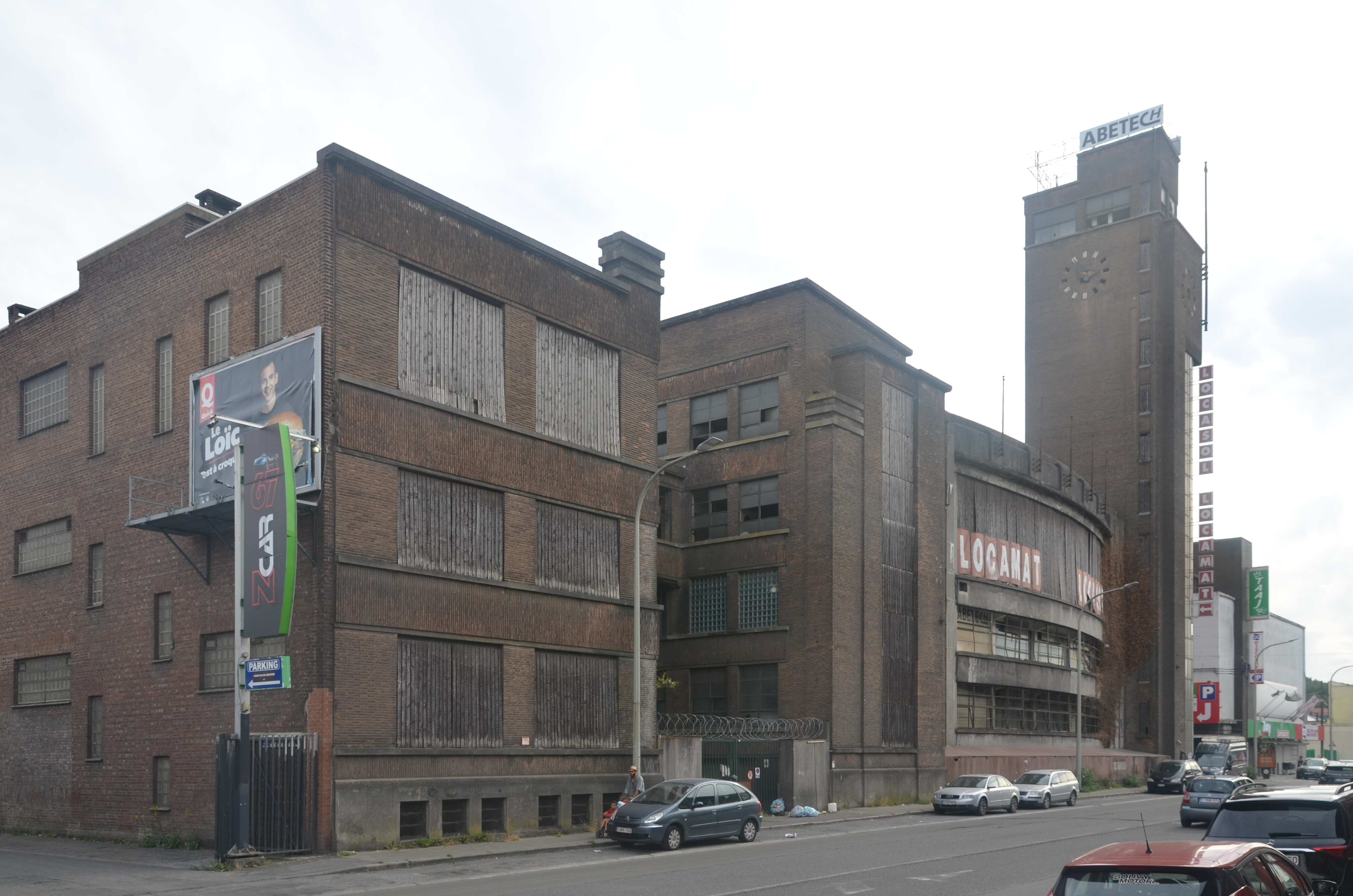
L'ancienne "Brasserie des Alliés".
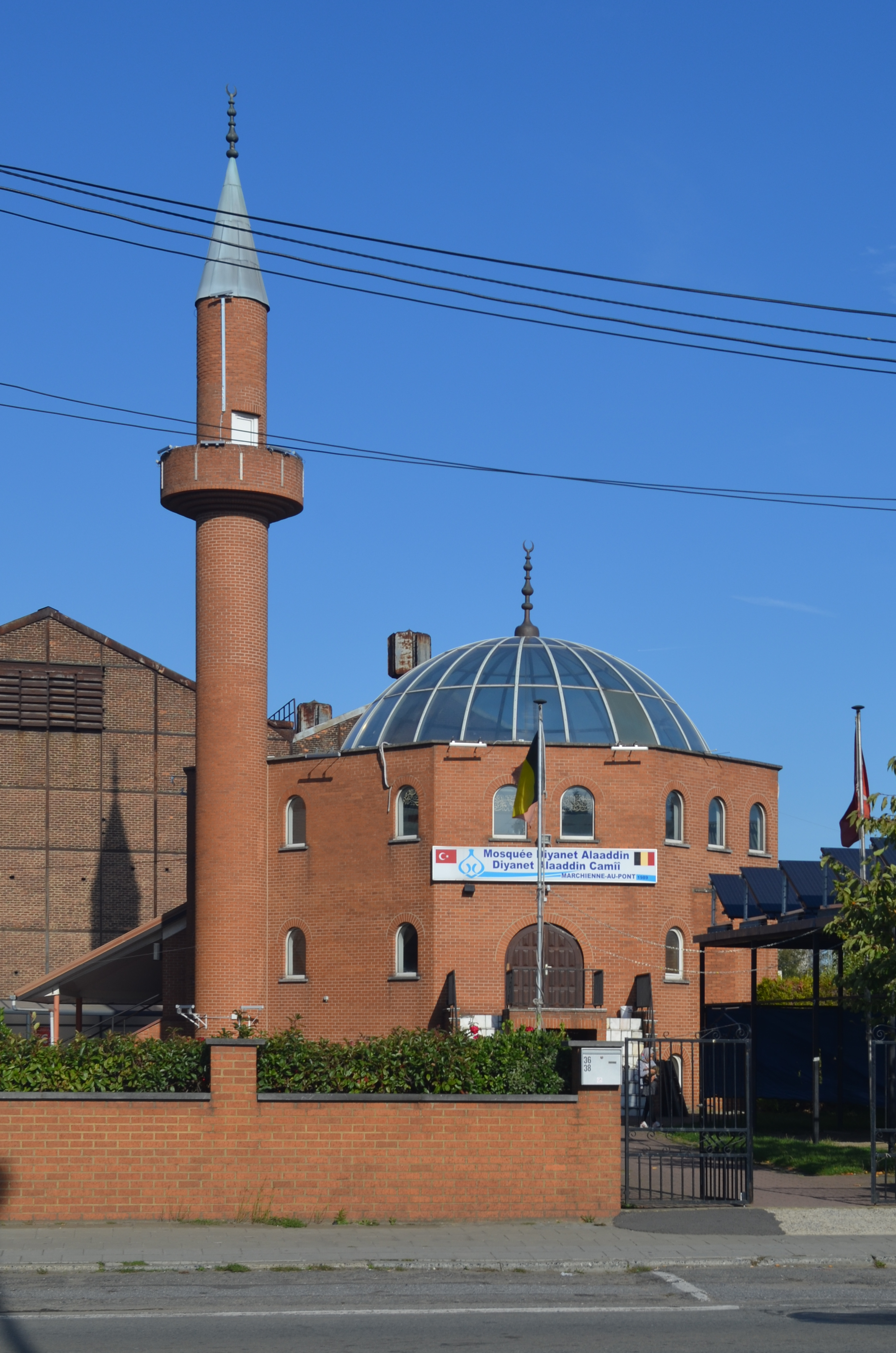
Mosquée turque Diyanet Alaaddin.
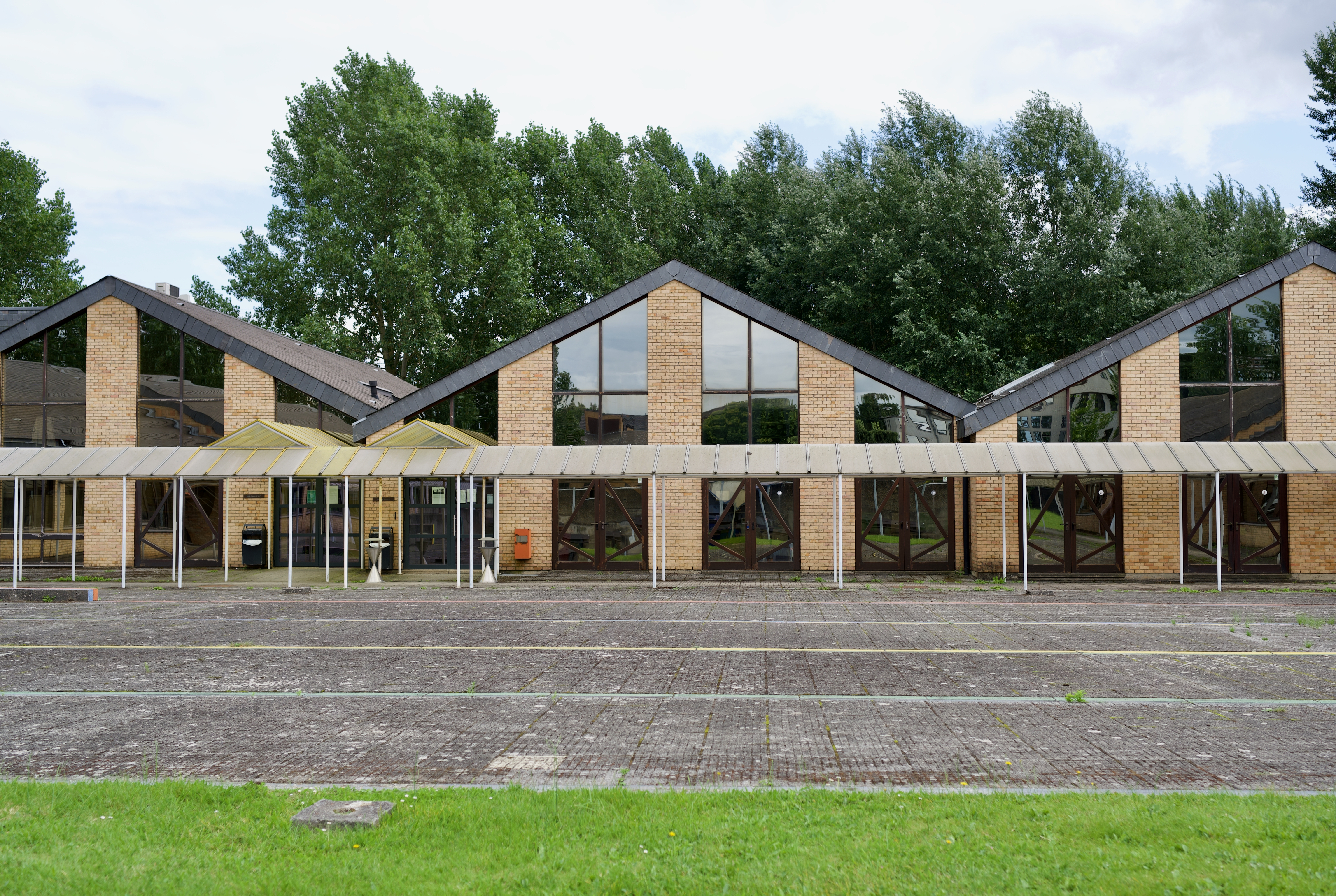
L'hôpital Vincent Van Gogh.
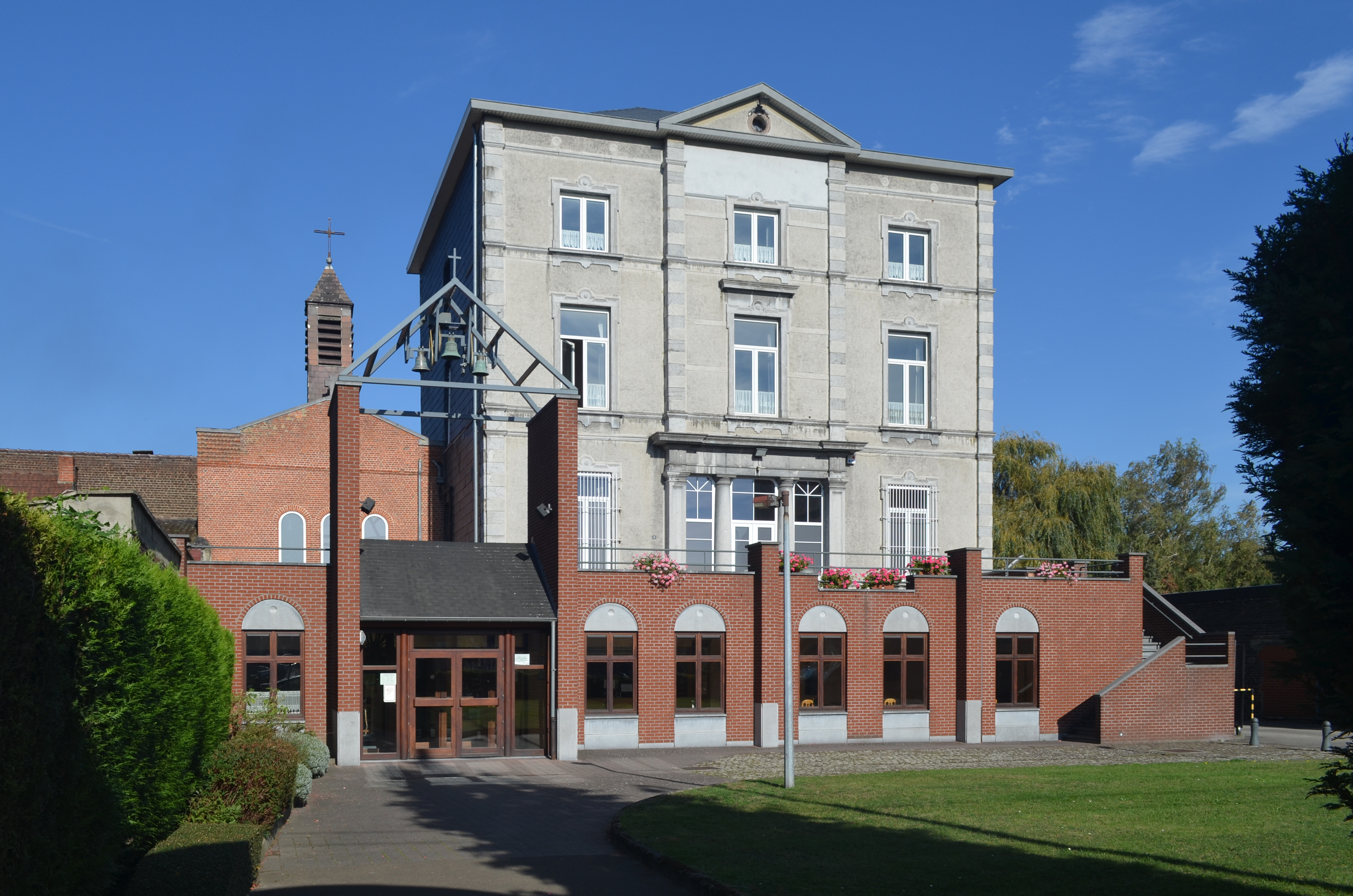
Vue du sanctuaire Sainte-Rita.

#### Monuments et statues

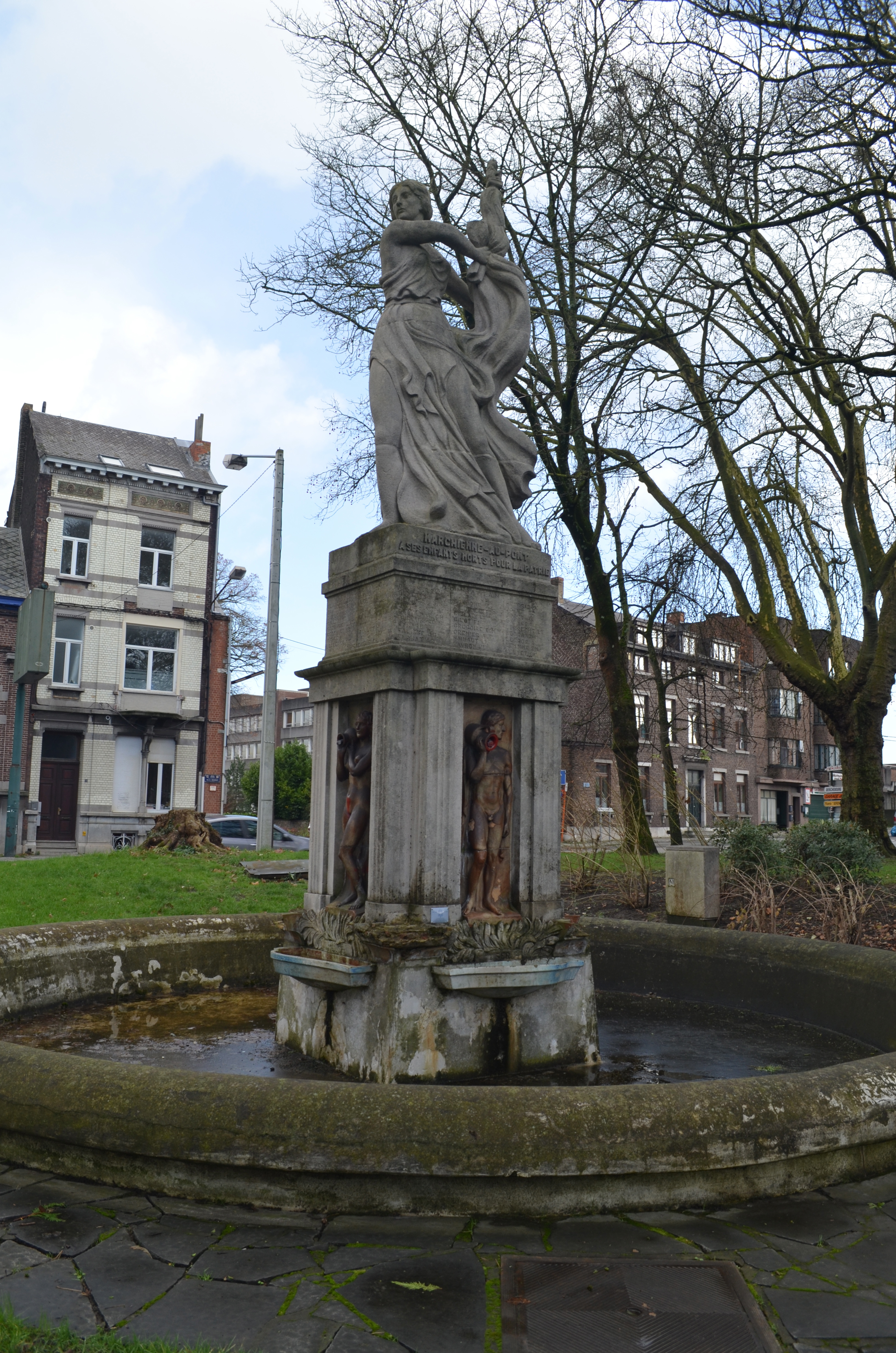
Le monument aux morts de 1914-1918.

- Le monument aux morts de 1914-1918.Buste de Robert Fesler, bourgmestre de 1921-1931, il se situe dans le parc de l'hôtel de ville.
- Monument aux morts 1914-1918, il se situe dans le parc communal. Face à l'hôtel de ville, l'œuvre monumentale due à Monsieur Van den Houten représentera la Belgique libérée sous les traits d'une femme. Les quatre rivières Sambre, Meuse, Escaut et l'Yser représentées par quatre personnages versant de l'eau dans un bassin circulaire évoquent les quatre grandes batailles du conflit. Toutes ces figures allégoriques sont bien dans l'esprit de l'époque[65].
- Monument aux morts de la guerre de 1940-1945 dans le parc communal.
- Monument Marchiennes à ses glorieux morts, œuvre de J. Roger de Marchienne[66]. Il se situe dans le cimetière de Marchienne-centre.
- Monument aux fusillés du 22 août 1914 situé route de Beaumont. Il commémore les hommes et se dresse à proximité du lieu de leur exécution[67].
- Monument à l'endroit ou Yvonne Vieslet, âgée de 10 ans, fut atteinte le 12 octobre 1918 par une balle tirée par un soldat allemand. Inauguré le 1er juillet 1928, réalisé par Hector Brognon avec l’aide de Joseph Roger et de l’architecte René Anthoine[68].
- Monument Marguerite Yourcenar, il s'élève dans la cour du château De Cartier[69].
- Monument à la France, il se situe route de Beaumont. Inauguré le 21 août 1921, le monument est érigé à l'emplacement des 4 civils furent fusillés par les allemands le 22 août 1914[70].
- Monument des Déportés, inauguré en 8 juillet 1934, en mémoire des déportés[71], il se situe dans un square à La Docherie.
- Monument aux Mamans, il se situe devant l'école du Spignat à Matadi et deuxième qui se situe près des écoles à La Docherie.
- Monument « À nos Martyrs », il se situe au pied du campanile de l'église Sainte-Bernadette.
- L'arbre de la Liberté, planté le 31 mai 1975.

### Culture

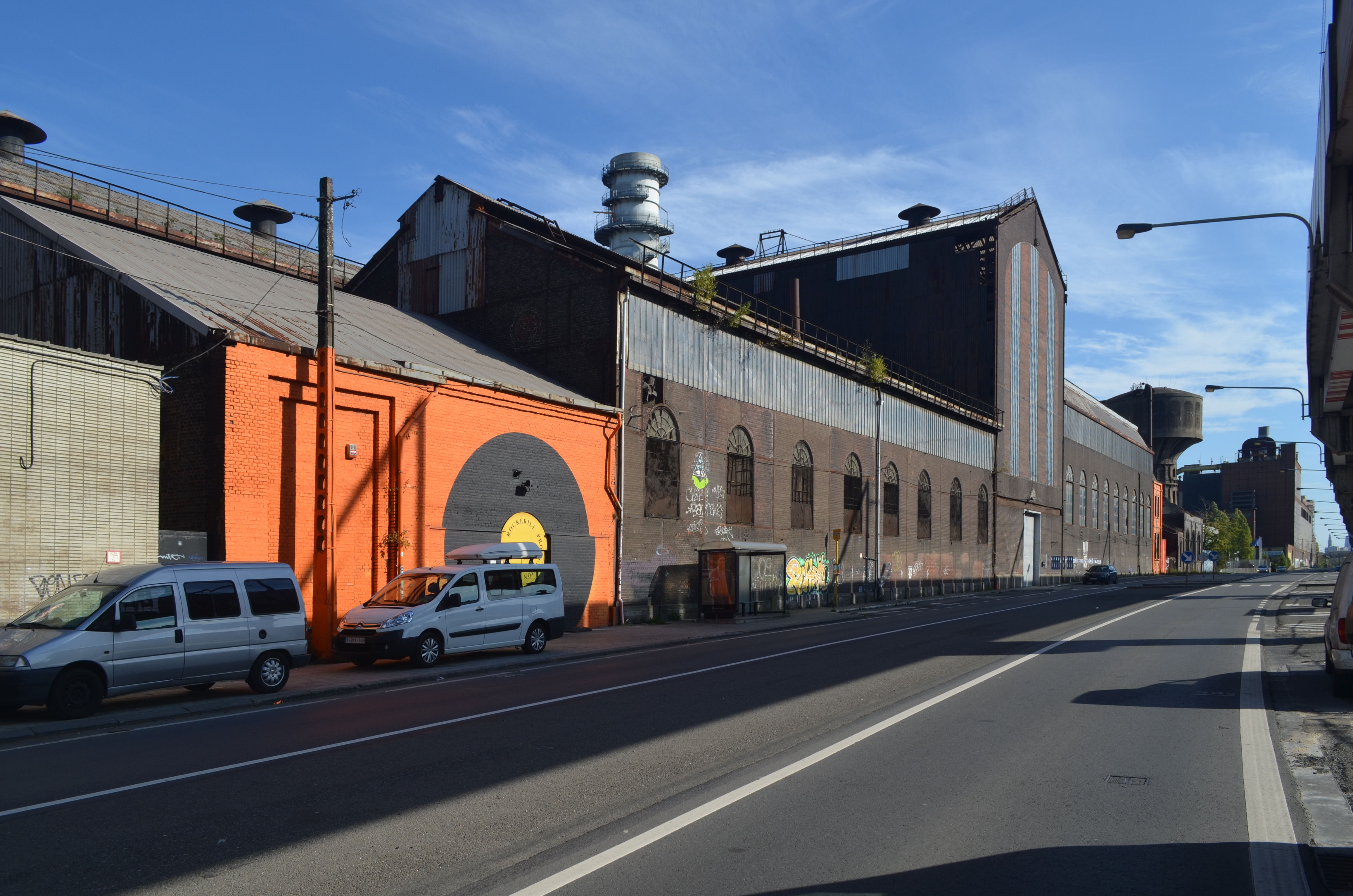
La salle de concert du Rockerill et les bâtiments des anciennes forges de la Providence.

#### Folklore
Le 2e dimanche de mai a lieu un mini cortège carnavalesque. Le Pardon de la Batellerie, se déroule au mois de septembre. Fêtes de la Cité Jardin de Matadi au mois d'août.

#### Cinéma
1993 : Marchienne de vie de Richard Olivier.

#### Musique
Le Rockerill, salle de concert dans les anciens bâtiments des Forges de la Providence.

## Enseignement

### Écoles primaires

#### Réseau communal
École des Chrysalides, rue Edmond Jacquin, école du Spignat, rue Arthur Brédat, école Victor Hachez, rue Victor Hachez et école de La Docherie, rue des Dochards.

#### Écoles libres
École Libre de la Docherie : école Saint-Pierre, place Astrid et école Saint-Louis, rue Léon Dubois, école des Étoiles, rue des Chantiers.

### Écoles secondaires
Athénée Royal Yvonne Vieslet, rue des Remparts et Institut Médico Pédagogique René Thône, rue de Beaumont.

### Académie
Académie de Marchienne-au-Pont André Souris, rue de Châtelet.

## Économie
Traditionnellement, deux secteurs constituaient l'essentiel de l'activité économique à Marchienne-au-Pont : le charbon et la sidérurgie. Si le charbon a définitivement disparu, l'industrie sidérurgique s'est restructurée et modernisée et occupe toujours une place importante. Ainsi, Industeel, filiale d'Arcelor est un leader mondial dans les aciers spéciaux et inoxydables. En 2024, Industeel fournira ainsi des tours en acier bas carbone à Vestas Wind Systems, no 1 mondial dans le secteur des éoliennes.
La localité possède encore des entreprises dans le secteur de l'énergie qui se situent notamment sur le site des anciennes Forges de la Providence : la centrale électrique Total Énergie à cycle combiné gaz (430 MW) et la centrale d'Air Liquide, fournisseur de gaz.

### Industries historiques

#### Usines métallurgiques
Parmi les usines métallurgiques au XIXe siècle et XXe siècle il avait :
- Les laminoirs Bonehill ou de l'Espérance, créés en 1855 pour son propre compte[75],[76]. Ces usines qui touchent la Sambre, au canal Marchienne-Bruxelles et à la rue de la Providence, furent dirigé pendant 3 ans par Thomas Bonehill, auquel succéda son beau-fils M. Emile Constant qui en 1863, fit construire les Laminoirs du Ruau à Monceau-sur-Sambre[77]. Les Usines Bonehill furent absorbées par la Providence après le premier conflit mondial[75];
- Hauts fourneaux Mineur[75], c’est par un arrêté royal du 18 décembre 1855 que M. Mineur fut autorisé à construire deux hauts fourneaux, 15 fours à puddler, 8 fours à réchauffer, dont 2 pour tôles, un train à gros fer marchand et à rails, un train à petits fers marchands et à fers fendus, 3 cisailles, des fours à coke et 5 machines à vapeur motrice. Ces installations étaient inactives depuis le 9 avril 1884 et furent démolies en 1893 par Amour Sottiaux et Émile Bonehill, qui avaient acquis l’ensemble avec toutes ses dépendances : terres, cours, bureaux, cantine, les 18 maisons situées à l’est, la maison directoriale et le château situé au sommet d’une petite colline très agréable[78];

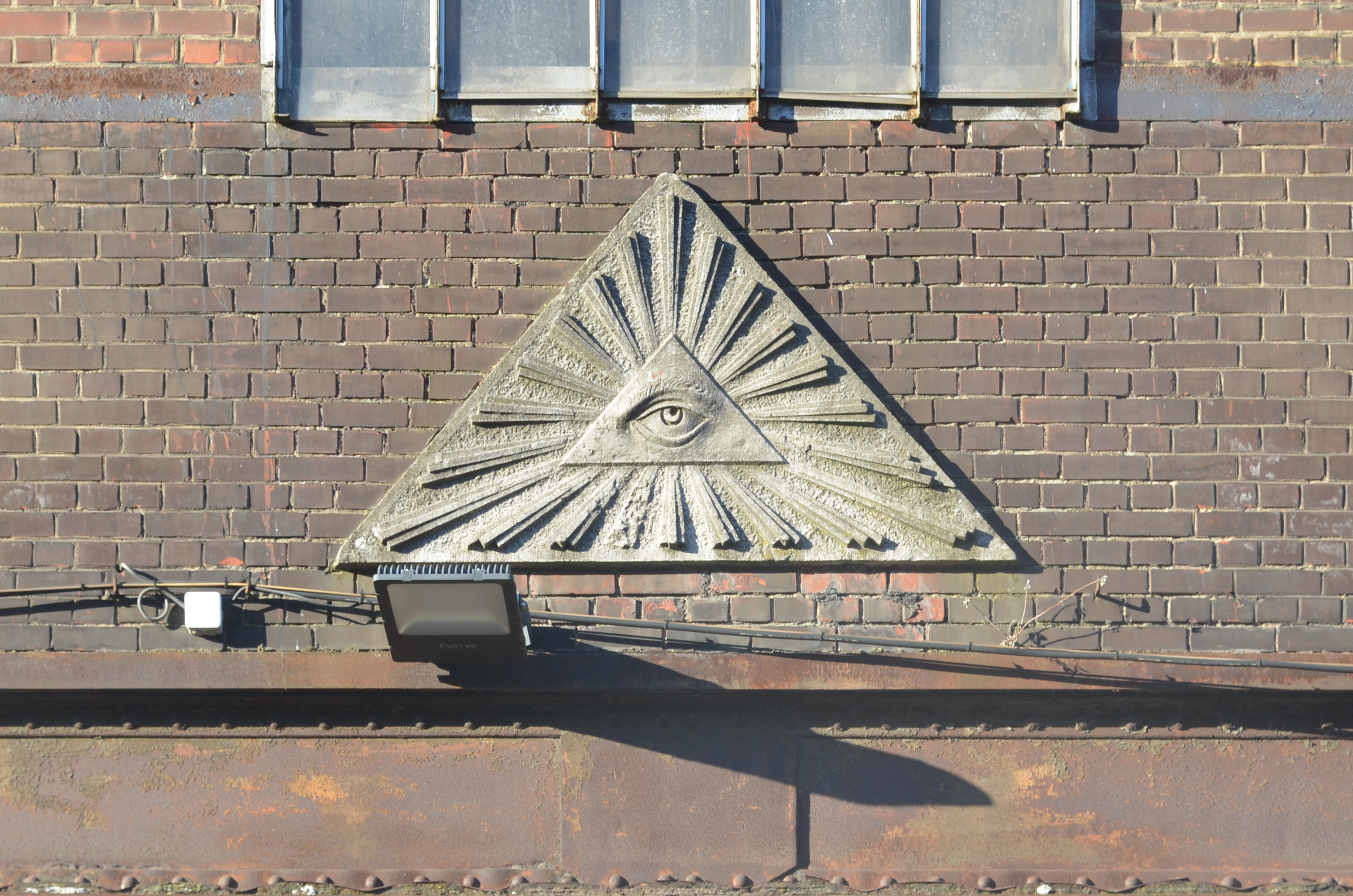
Le symbole de la société qui représente l'Œil de la Providence placé au-dessus de la salle de spectacle et culturel du Rockerill dans les bâtiments industriel des anciennes forges.

- Le symbole de la société qui représente l'Œil de la Providence placé au-dessus de la salle de spectacle et culturel du Rockerill dans les bâtiments industriel des anciennes forges.Châtelet-Marchienne, vers 1858, Thomas Bonehill acheta à la famille Misonne les terrains où se trouvaient, jusqu'en 1893, les laminoirs de Châtelet-Marchienne, avec l'intention d'y construire des hauts fourneaux. Cependant, sa mort l'empêcha de réaliser ce projet. Un arrêté du 12 avril 1864 autorisa alors son fils Édouard à y établir une forge pour fabriquer des pièces mécaniques. Cette forge comprenait deux fours à puddler, deux fours à réchauffer, trois foyers découverts et quatre marteaux. En 1867, la forge fut transformée en un laminoir à fers marchands. En 1871, la société anonyme des forges et laminoirs de Marchienne-au-Pont fut créée. En 1878, la firme reprit le nom d'Édouard Bonehill[79];
- Fabrique de fer de Charleroi ;
- L'Alliance, la société des forges et laminoirs de l'Alliance, située à Marchienne-au-Pont, a été fondée le 11 novembre 1864 par MM. Ferdinand Joseph Niffle et Odile Joseph Wilmart. Ce dernier en était le directeur-gérant sous la raison sociale Wilmart et Cie. L'usine a été construite sur des terrains ayant appartenu à M. le baron de Cartier et à M. De Paul. La production a débuté en décembre 1866[80];
- Laminoirs Saint-Victor, le laminoir Saint-Victor, construit en 1871 par M. Célestin Goffin-Leroy, son propriétaire, est situé le long de la Sambre, rue de la Providence, à proximité des usines Thomas Bonehill et des verreries de l'Étoile. Il comprend 23 fours à puddler, deux fours à réchauffer, un four à gaz appelé four Siemens, une machine pour activer le train ébaucheur, une machine pour activer le train marchand, deux marteaux-pilons, trois pompes d'alimentation et trois cisailles[81];
- Laminoire Saint-Fiacre, en 1864, M. Julien Balieu fit construire le laminoir Saint-Fiacre à Monceau-sur-Sambre. À l’époque, l’usine comprenait six fours à puddler, deux fours à réchauffer, un train ébaucheur, un train marchand avec un train à fendre, une presse à cingler, le tout alimenté par une machine. En 1870, il transforma les ateliers et clouteries Bernard de Fontaine-l’Évêque en un laminoir à feuillards (spattés). Toutefois, une rupture de volant et le refus du gouvernement d’autoriser la maintenue le contraignirent à abandonner cet établissement. En 1871, il fit édifier les Tréfileries de Belle-Vue à Marchienne. L’usine initiale comprenait huit fours à puddler, quatre fours à réchauffer, un marteau-pilon, deux cisailles, un train à fer fendu, deux trains serpenteurs, une tréfilerie et un train d’aisance, le tout alimenté par trois machines[81].

##### Forges de la Providence

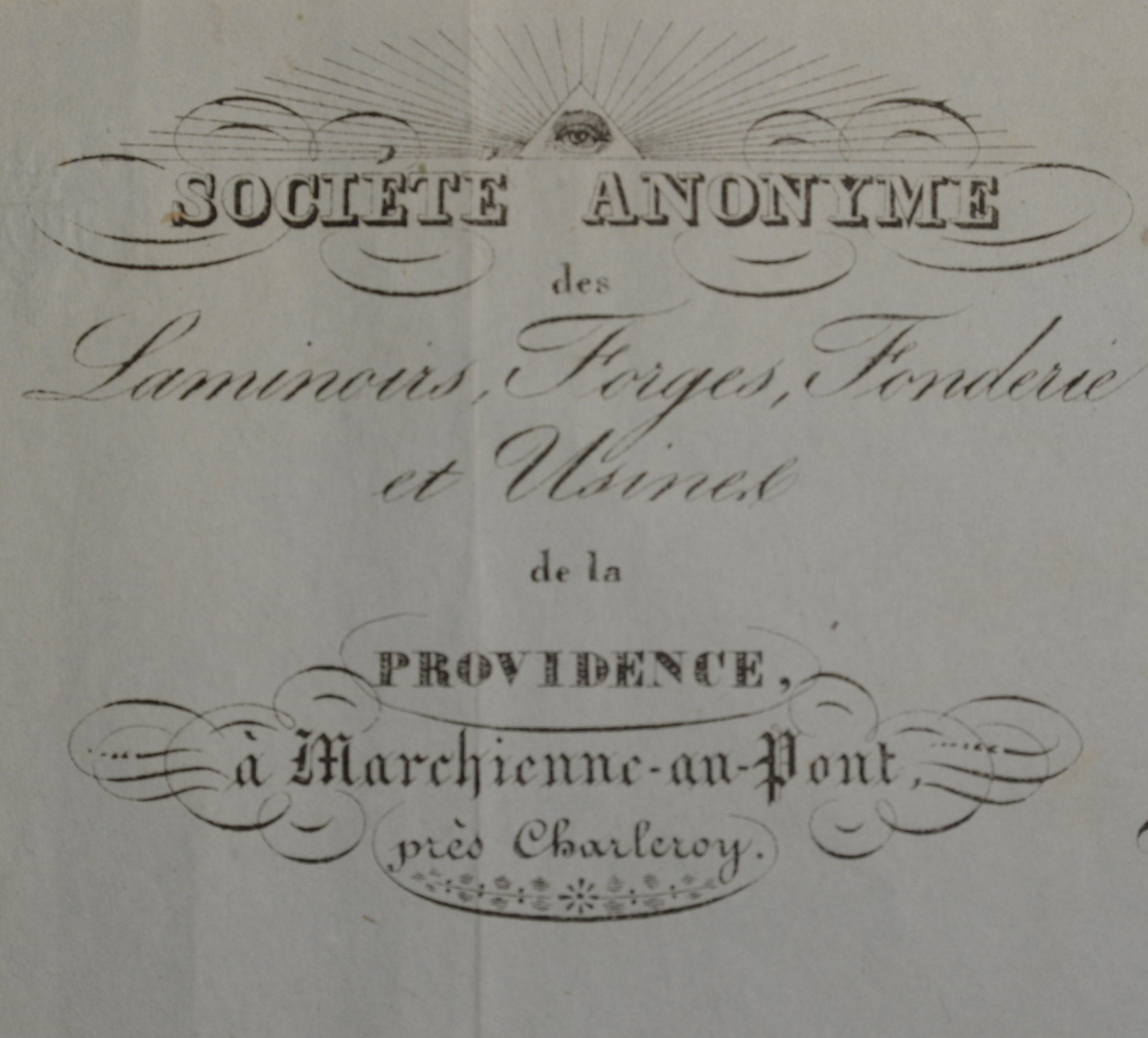
Lettre et facture du 5 novembre 1838 d'un montant total de sept mille sept cent cinquante deux francs adressée à Madame veuve Degorge-Legrand de Hornu. Le logotype de la société représente l'œil de la Providence.

La « Société anonyme des laminoir, forge, fonderie et usines de la Providence » est fondée en 1838 par des membres de la famille Puissant et l'ingénieur anglais Thomas Bonehill. Thomas Bonehill convainc Ferdinand Puissant, industriel wallon, d’abandonner son petit site sidérurgique de Gougnies, au bord d’une forêt et alimenté par une faible rivière, pour construire un laminoir moderne à Marchienne, le long d'une grande voie d’eau, et surtout d’un site charbonnier. C’est ainsi qu'il fonde en 1832 le premier laminoir de la Providence sous le nom de Forges de la Providence au lieu-dit « La Providence », idéalement situé entre la Sambre et le canal de Charleroi-Bruxelles. Thomas Bonehill lui apporte l'expertise technique nécessaire pour la constitution de cette nouvelle usine qui contenait une fonderie, une forge et un laminoir à l'anglaise. Ensemble, l’entrepreneur wallon et l’ingénieur anglais construisent de nouveaux fours à puddlage et mettent en service le laminoir dès 1832. Il s'agissait d’une des installations les plus perfectionnées et rentables du moment, capable de produire annuellement 6 500 tonnes de produits finis. Les forges de la Providence, reconnues internationalement, fonctionneront pendant 150 ans.

#### Industries verrières
L’emplacement de la société anonyme des Verreries de l’Étoile, situé rue de la Providence, était autrefois connu sous le nom de « rue Pachi del Crapaud ». Ce terrain, dépendant du lieu-dit Lige au champ, appartenait à la famille De Paul Barchifontaine. En 1838, une partie fut vendue à la société Du Gottier & Cie, qui y construisit des ateliers et une fonderie en cuivre. Après la dissolution de cette société, l’usine fut mise en vente le 21 juin 1844. Toutefois, en raison de procès et de nombreuses formalités judiciaires, l’adjudication définitive ne fut conclue que le 4 décembre 1847. C’est M. Cas. Lambert, fabricant à Gilly, qui fut le premier à demander l’autorisation d’établir à Marchienne-au-Pont deux verreries comprenant deux fours de fusion et quatre fours d’étendage. Cette autorisation, accordée par arrêté royal le 9 décembre 1851, lui permit de fonder, sous la firme Andris Lambert & Cie, une société dédiée à la fabrication et à la vente de verre à vitre. Le terrain initialement occupé par cette verrerie couvrait 1 hectare 50 ares 20 centiares. Par la suite, il fut agrandi par plusieurs achats : d’abord à M. De Paul, le 26 mai 1859, une parcelle de 34 ares 87 centiares ; puis à M. Constant Gallez, le 15 juin 1865, une parcelle avec maison de 9 ares 12 centiares ; enfin à M. Victor Goffin, le 18 octobre 1870, une parcelle de 8 ares 50 centiares. Ainsi, la superficie totale du terrain anciennement occupé par la société anonyme des Verreries de l’Étoile atteignit 2 hectares 2 ares 69 centiares.

##### Les miroiterie de Charleroi-Mirox
Constant Knoops installe en 1893 le long de l'Eau d'Heure, les ateliers d'une miroiterie qui prendra plus tard le nom de Mirox. En 1973, après 80 ans d'activités aux abords de l'Eau d'Heure, l'usine à déménagé sur le site industriel de Gosselies.

#### Les charbonnages

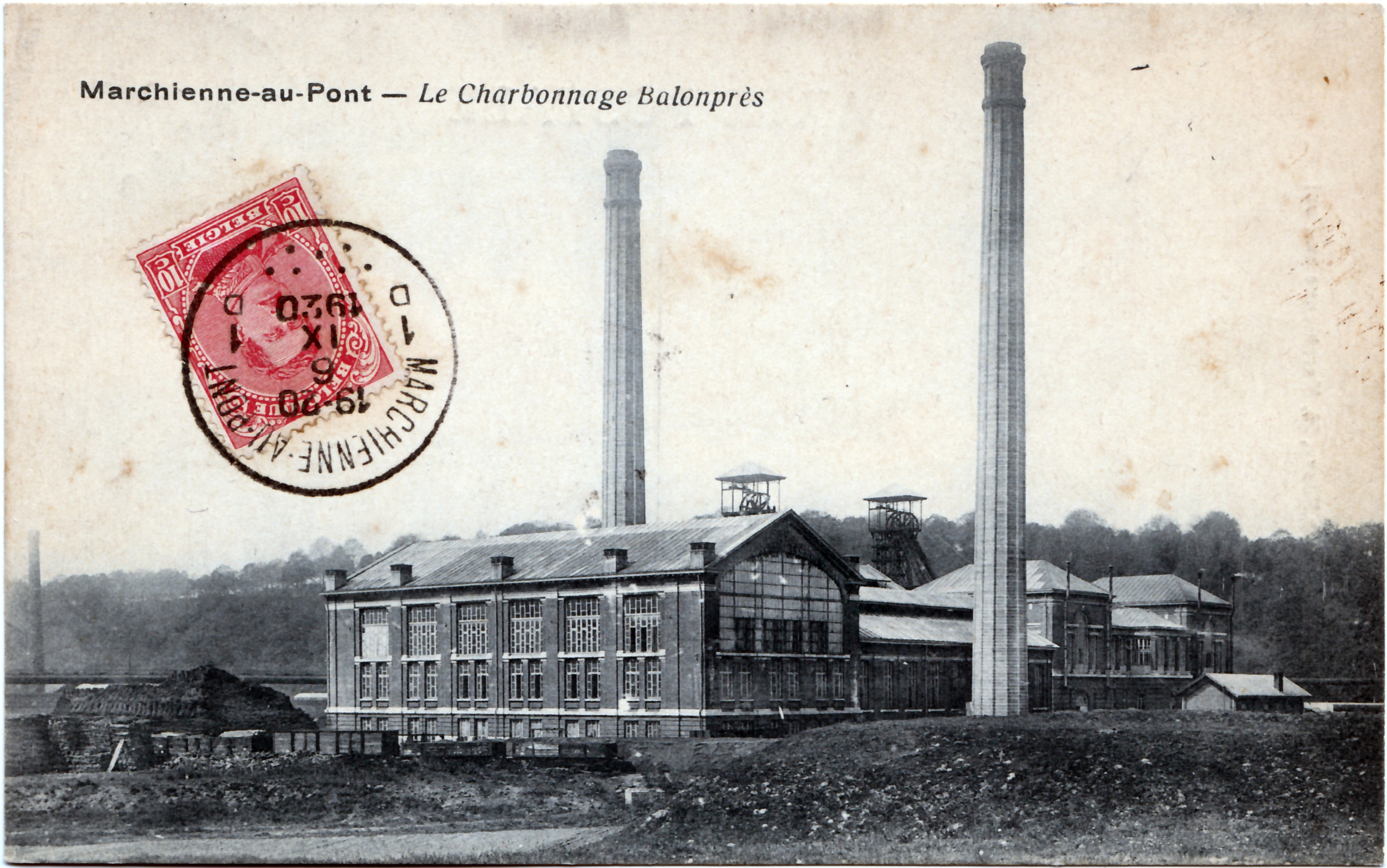
Charbonnage des Bas Longs Prés, puits n° 19, du charbonnage de Monceau-Fontaine.

SA du charbonnage de Marchienne résulte de la fusion de plusieurs sociétés :
- les charbonnages de la Réunion ;
- les charbonnages des Propriétaires Réunis ;
- les charbonnages de Saint-Martin.

Elle est ensuite absorbée par la SA des Charbonnages de Monceau-Fontaine dont l'activité s'étendra jusqu'en 1980.
Parmi les puits il y avait :
- Saint-Martin ;
- Sainte-Barbe ;
- Sainte-Sophie ;
- Bas-longs-Prés.
- Charbonnage de la Providence devenu Siège no 18 - Parent. Le 31 mars 1978, il est l'un des deniers charbonnages du bassin houiller de Charleroi à fermer.

La Société Bois de Bayemont à La Docherie et « Chauw à Roc », fondées en 1750, étaient mentionnées au XIXe siècle parmi les 63 sociétés charbonnières du bassin de Charleroi. En 1851, la société des Hauts Fourneaux de Monceau et Bayemont Docherie fusionnera pour ne former qu'une seule entité.
Parmi les puits il y avait :
- Fosse Saint-Auguste ;
- Saint-Henri ;
- Saint-Hippolyte ;
- Sainte-Marie ;
- Sainte-Cécile ;
- Saint-Gustave ;
- Fosse Sainte-Suzanne qui servira pour l'exhaure des eaux des autres puits[89]et Saint-Charles en activité jusqu'en 1950[90].

#### Brasseries
En 1438, il existait une brasserie à Marchienne, située sur la chaussée de Mons, au Wez. À la même époque, une autre brasserie fonctionnait au château de Marchienne (château De Cartier). Au XIXe siècle, les brasseries gagnent en importance, accompagnant la croissance continue de la population avec l'essor industriel,.
Parmi les brasseries au XIXe siècle il y avait :
- Brasserie du Village ;
- Brasserie banale ;
- Brasserie du Moulin ;
- Brasserie Deprez[93];
- Brasserie Saint-Pierre : en 1860, Pierre Parent construit une malterie et une brasserie le long du bassin, au cœur des usines métallurgiques. En 1894, elles s'étendent sur l'emplacement des anciens laminoirs Bonehill. La malterie subira de graves dommages, et toute activité cessera à la brasserie en 1962[94],[92].

##### Moulins à vapeur et brasserie de Marchienne
Le premier moulin est mentionné en 1412 tournait sur l'Eau d'Heure, c'était le moulin banal de Marchienne. En 1736, le moulin est reconstruit et en 1859 une machine à vapeur allie sa force à celle de la roue hydraulique haute de 4 mètres. Ce moulin cessera de tourner peu avant la Première Guerre mondiale, mais on y broie alors du noir de fonderie et il est exploité par Georges Pivon.
En 1836, un autre moulin à vapeur est construit non loin du château de la Sambre. Joseph De Cartier abandonne le vieux manoir, construit le château blanc en 1833 dans un parc et fait édifier à côté de sa demeure un immense bâtiment flanqué de tours haut perchées près des toitures par l'architecte Auguste Cador. Un raccordement au chemin de fer de Zône rejoint la rue de Beaumont après avoir traversé le parc du château.
L'ancienne ferme seigneuriale est transformée en atelier, magasins et forges. Un élévateur à grain, se dresse sur le bord de la Sambre. Une autre brasserie jouxte le tout, ainsi qu'une malterie le long de la rue des Rocs(actuellement rue Georges Tourneur). En 1867, ils seront mis à sac lors des premières grandes grèves par les émeutiers et, en 1944, le lundi de Pentecôte, les bombes alliées mettent le feu à tout l'édifice. La société ne se relève jamais de ce sort. La station de Cartier est construite à l'emplacement des silos à blé.

##### Brasserie des Alliés

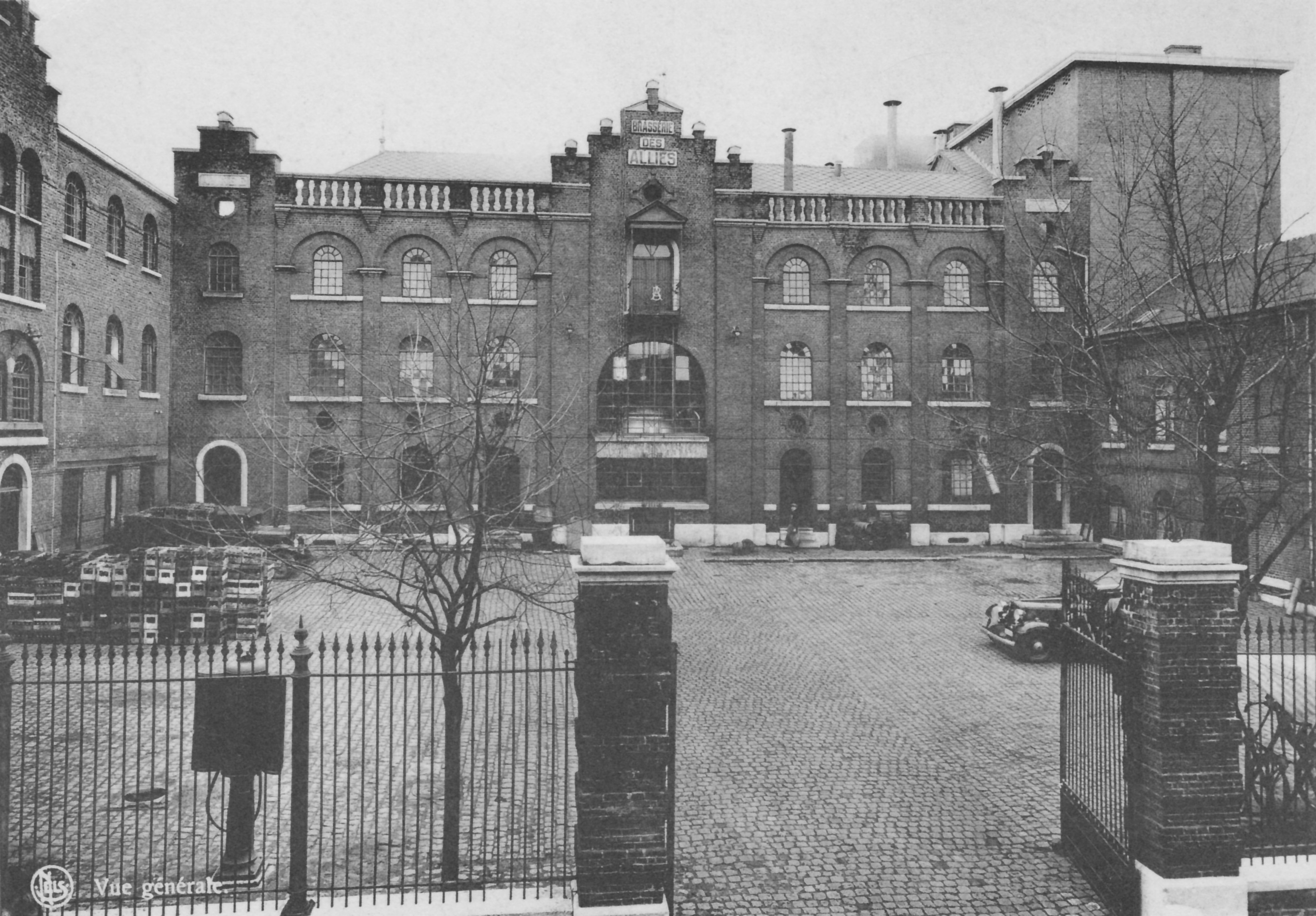
Vue de l'ancien bâtiment de la brasserie des Alliés.

La brasserie des Alliés à Marchienne-au-Pont, reconnaissable par sa tour cubique sur la route de Mons, a produit de la bière sur ce territoire de 1921 aux années 1980. De nouveaux bâtiments d'exploitation ont été construits le long de la route de Mons durant l'entre-deux-guerres. Les structures les plus anciennes, dédiées à la production, ont depuis été détruites. Cependant, la façade, la toiture, le muret, le garde-fou, le portail métallique et son mécanisme de l'édifice conçu par René Dubois ont été classés au patrimoine wallon en 1995.

#### Centrale électrique
En 1953, Intercom met en service une nouvelle centrale électrique à côté de l'ancienne. Très similaire à la Centrale de Monceau située juste en amont, les deux sites étaient exploités par Intercom (plus tard fusionné avec Electrabel). En 1959, la capacité de la centrale est augmentée à 115 MW. Dans les années 1970, elle est adaptée pour fonctionner également au fioul et au grisou. La centrale a été fermée en 1997.

#### Les Ateliers de Constructions Électriques de Charleroi (ACEC)
En 1866, la « Société d'électricité et d'hydraulique » a été fondée. Les débuts sont compliqués, car ces moteurs d'un genre nouveau ne sont pas immédiatement acceptés par la majorité des industriels. En 1896, un tramodrome est construit sur le terrain voisin de l'usine pour tester les moteurs et les contrôleurs des futurs engins. En 1903, l'Italie décerne le prix Ferrari à un système de traction développé à Marcinelle. L'usine a connu une expansion. En 1904, les Ateliers de Construction Électrique de Charleroi ont succédé à la première société, et en 1913, ils ont été intégrés au groupe Empain. En 1975, les câbleries de Charleroi ont vu le jour. Si les ACEC ont bien les roues sur terre, on les retrouve également dans l'espace. Les ACEC ont été intégrés aux 1er et 2e étages de la fusée Ariane, tandis qu'un second banc de contrôle a été utilisé pour le lancement d'Ariane III le 29 mars 1986, depuis le nouveau pas de tir spécialement inauguré pour l'occasion.

### Santé

#### Hôpital
Hôpital psychiatrique Vincent Van Gogh. Dès le XVe siècle, un hôpital existait à Marchienne. Godefroid du Pont, échevin de 1446 à 1450, légua par testament en 1471, devant Maître Jehan Gobinal, curé de Saint-Quirin de Leernes, sa maison de Marchienne pour y établir un hôpital destiné à accueillir les pauvres. Il dota cet établissement d'une grange, de tous ses biens situés à Marchienne, Monceau, Montigny-le-Tilleul, d'une maison à Thuin, de onze journels de terre à Gozée, ainsi que de ses possessions à Châtelet, Pont-de-Loup, et des onze muids de rente qu'il percevait sur le moulin de Marchienne. Il offrit également le bois nécessaire à l'aménagement de l'hôpital. Le 19 novembre 1871, Madame la douairière Joseph de Cartier de Marchienne, née baronne Emilie de Pitteurs de Budinghen, manifesta son intention de consacrer une somme de 50 000 francs à la construction d'un hôpital à Marchienne-au-Pont, baptisé « Hôpital du Sacré-Cœur de Jésus ». Cette appellation figure sur le fronton du bâtiment principal avec l'emblème : « Un cœur enflammé entouré d'une couronne d'épines ».
Lors des séances des 22 décembre 1871 et 30 janvier 1872, le conseil communal désigne les membres du conseil administratif de l’Hôpital civil, que le collège installe le 2 mars 1872. La donation de 50 000 francs réalisée le 7 mai 1872 par M. Joseph de Cartier est approuvée par arrêté royal le 2 août de la même année, et un arrêté royal du 17 septembre 1875 autorise la construction d’un hôpital à Marchienne-au-Pont. Par testament du 5 septembre 1875, Mlle Henriette de Paul de Barchifontaine lègue 25 000 francs pour la construction de l’Hôpital, donation approuvée par arrêté royal le 21 avril 1876.
Les plans sont confiés à l’architecte Riez, et M. Noël André remporte l’adjudication des travaux, le 28 décembre 1875, pour un montant de 66 950 francs. Le 3 mars 1876, la députation permanente valide cette adjudication. Le 11 octobre 1875, la commission administrative décide que les noms des donateurs ayant offert au moins 5 000 francs seront gravés sur du marbre blanc placé sur la façade de l’hôpital. Les Sœurs hospitalières (Sœurs noires), arrivées de Binche à Marchienne en janvier 1863 pour prodiguer des soins à domicile, sont choisies le 25 mars 1872 pour occuper l’Hôpital. Elles y sont logées et reçoivent un salaire de 500 francs. Elles sont au nombre de cinq. La chapelle fut érigée en 1891.
En 1963, les anciens bâtiments ont été démolis, et en 1975, un nouvel hôpital a été construit. L'Institut Van Gogh a, quant à lui, été édifié en 1981.

#### Maison de repos
Résidence Jules Hustin, (faisant partie du CPAS de Charleroi), rue de l'Hôpital.

### Promenades et tourisme vert

#### Tourisme à vélo
Le RAVeL (Réseau Autonome des Voies Lentes) traverse le territoire de Marchienne. Il permet la pratique du vélo à des fins sportives et de tourisme sur des itinéraires protégés. Les itinéraires empruntent les chemins de halage le long de la Sambre et du canal Charleroi-Bruxelles et des voies de chemin de fer désaffectées. Passant notamment par le site des anciennes usines de la Providence, il permet de constater la transformation de Marchienne entre usines en activité et anciens terrains industriels en cours de réaffectation.
RAVeL W6 « Au fil de l’eau » : ce chemin longeant la Sambre permet de relier Charleroi à Thuin (côté ouest). De même, Marchienne se situe sur la route EuroVelo3, également nommée « Véloroute des pèlerins ». Il s'agit d'une route longue de 5 122 km qui relie Trondheim en Norvège à Saint-Jacques-de-Compostelle en Espagne. L’itinéraire traverse ainsi sept pays, la Norvège, la Suède, le Danemark, l’Allemagne, la Belgique, la France et l’Espagne.

#### Les terrils

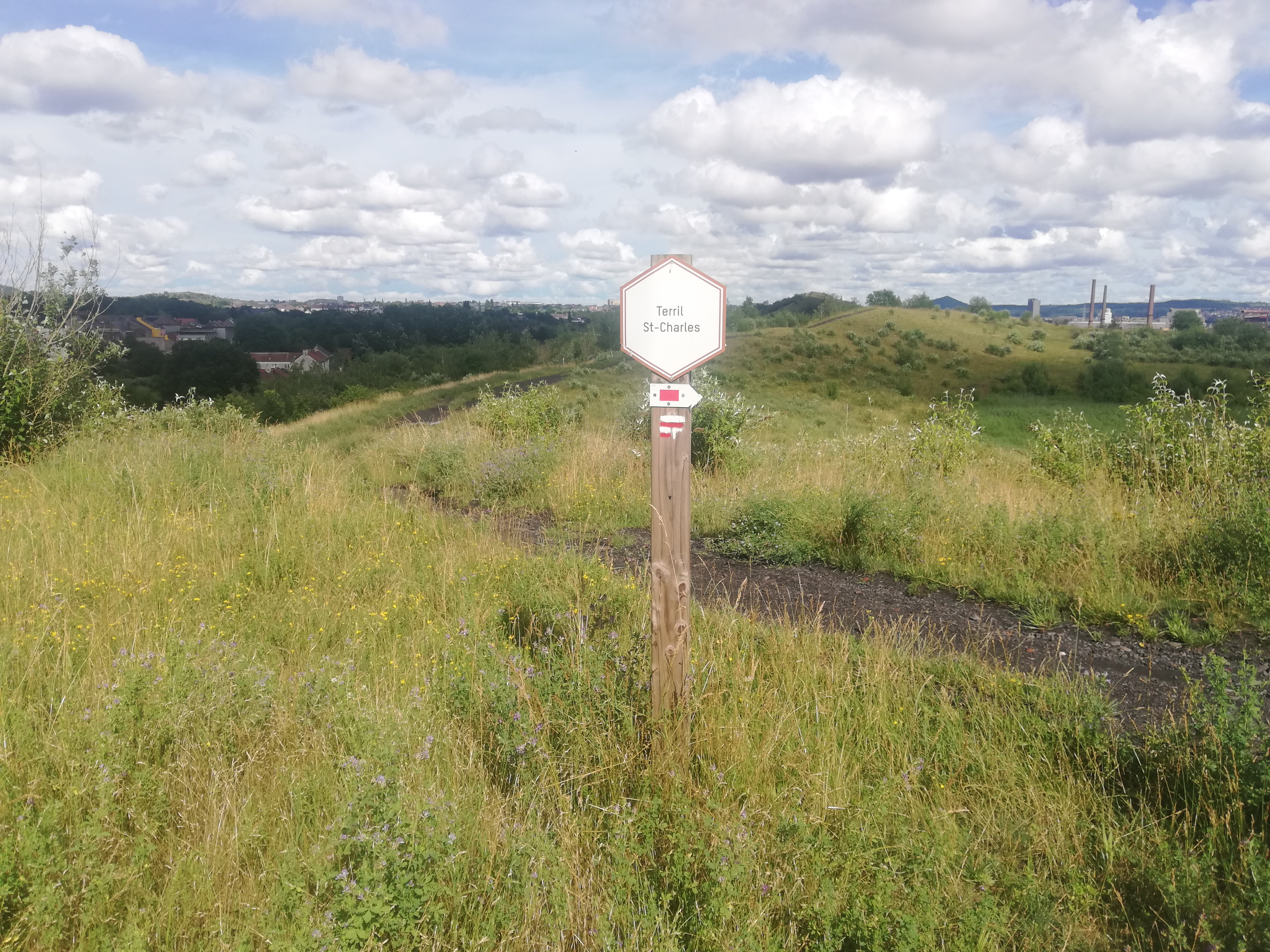
Terril Saint-Charles.

Le paysage carolorégien post-industriel est ponctué par de nombreux terrils qui sont désormais colonisés par une flore parfois abondante et deviennent des refuges de biodiversité. L'on trouve ainsi des pelouses pionnières, friches fleuries, mares temporaires, roselières, zones boisées, etc. Un réseau de sentiers entretenus relie un certain nombre de terrils et constitue un corridor écologique. Ces terrils sont traversés par le Réseau RAVeL qui permet des promenades à pied, à cheval ou équipé d'un vélo. La Maison du Tourisme du Pays de Charleroi organise régulièrement des promenades guidées (dont une promenade photo le long du chemin de halage).
Parmi les terrils les plus représentatifs, l'on trouve la chaîne des terrils de la porte ouest (Saint-Théodore ouest et Bayemont). À leur sommet, l'on découvre différents panoramas de la métropole carolorégienne, des anciennes industries et charbonnages qui soit ont été préservés soit sont en cours de réaffectation.

Un grand itinéraire de randonnée balisé GR 412, la Boucle noire, a été tracé dans les années 2000. Il chemine sur 22 km en passant par les terrils, où la nature a repris ses droits, et par le chemin de halage en bord de Sambre le long des anciens sites industriels de Marchienne-au-Pont. Le long du chemin de halage, l'on chemine ainsi à côté de l'ancienne aciérie de Carsid et du haut fourneau numéro 4 qui a été préservé ainsi que trois cheminées, symboles de la sidérurgie à Charleroi,,.

Le terril Bayemont Saint-Charles.
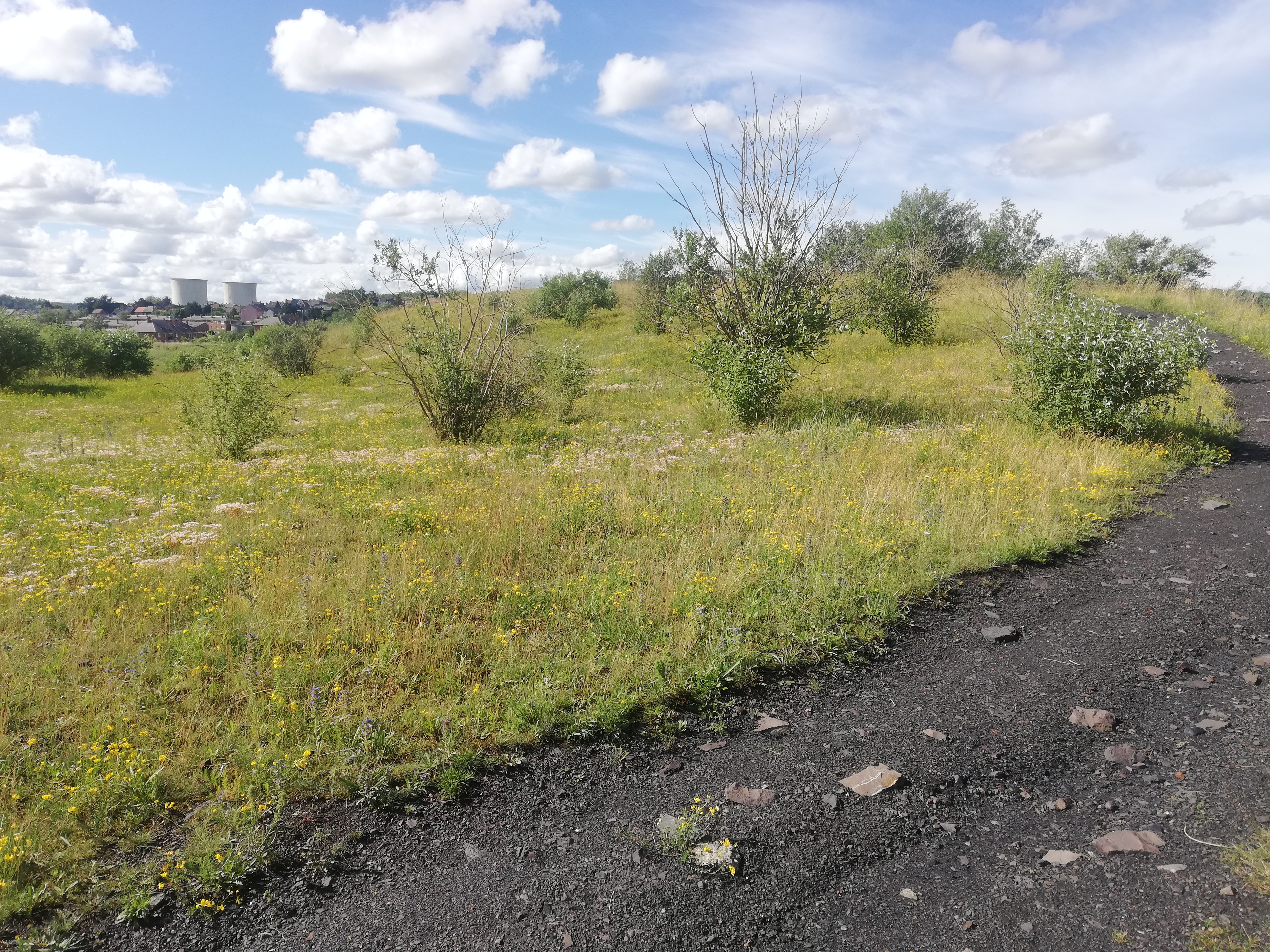
Le terril de Bayemont Saint-Charles.
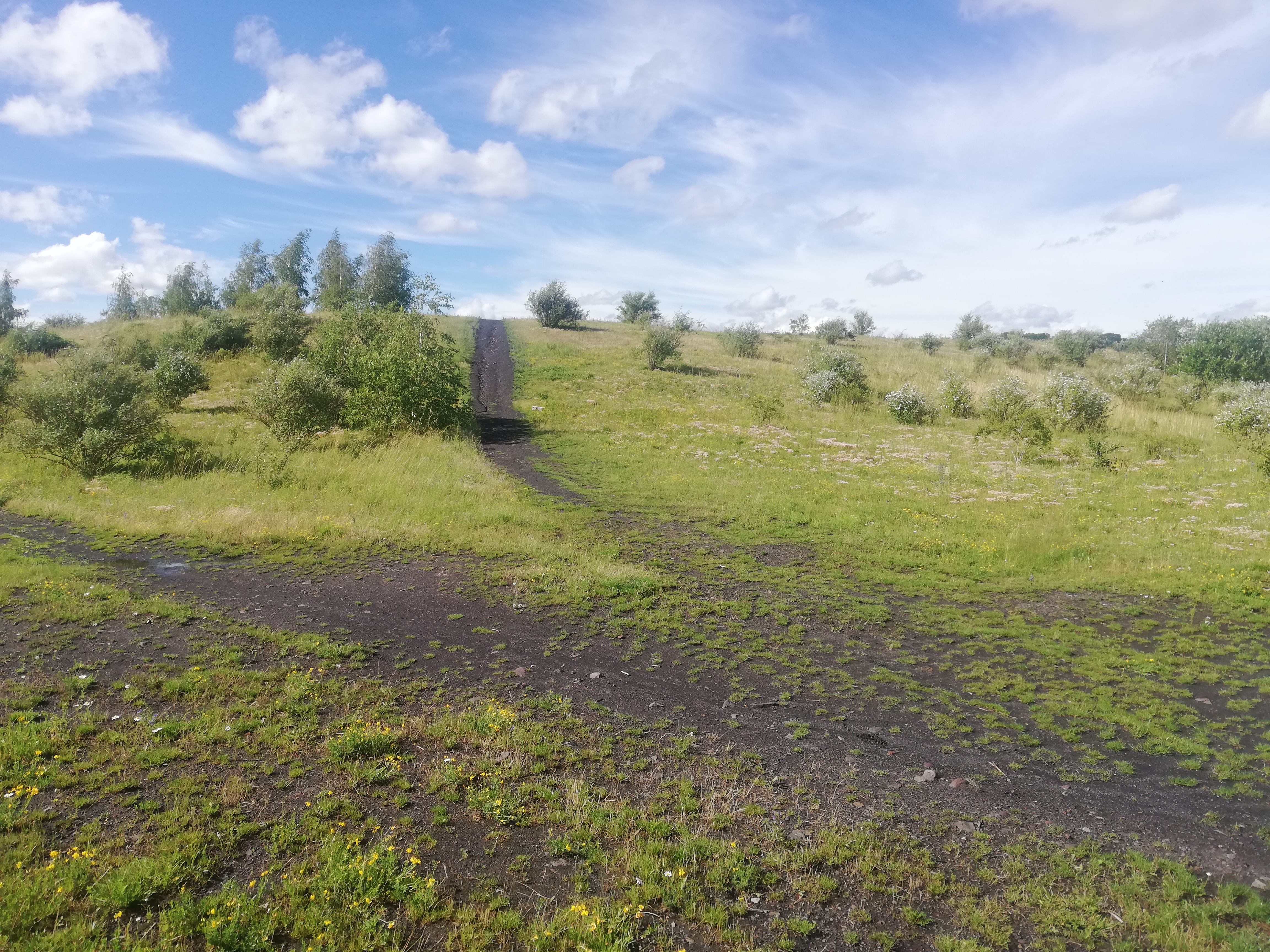
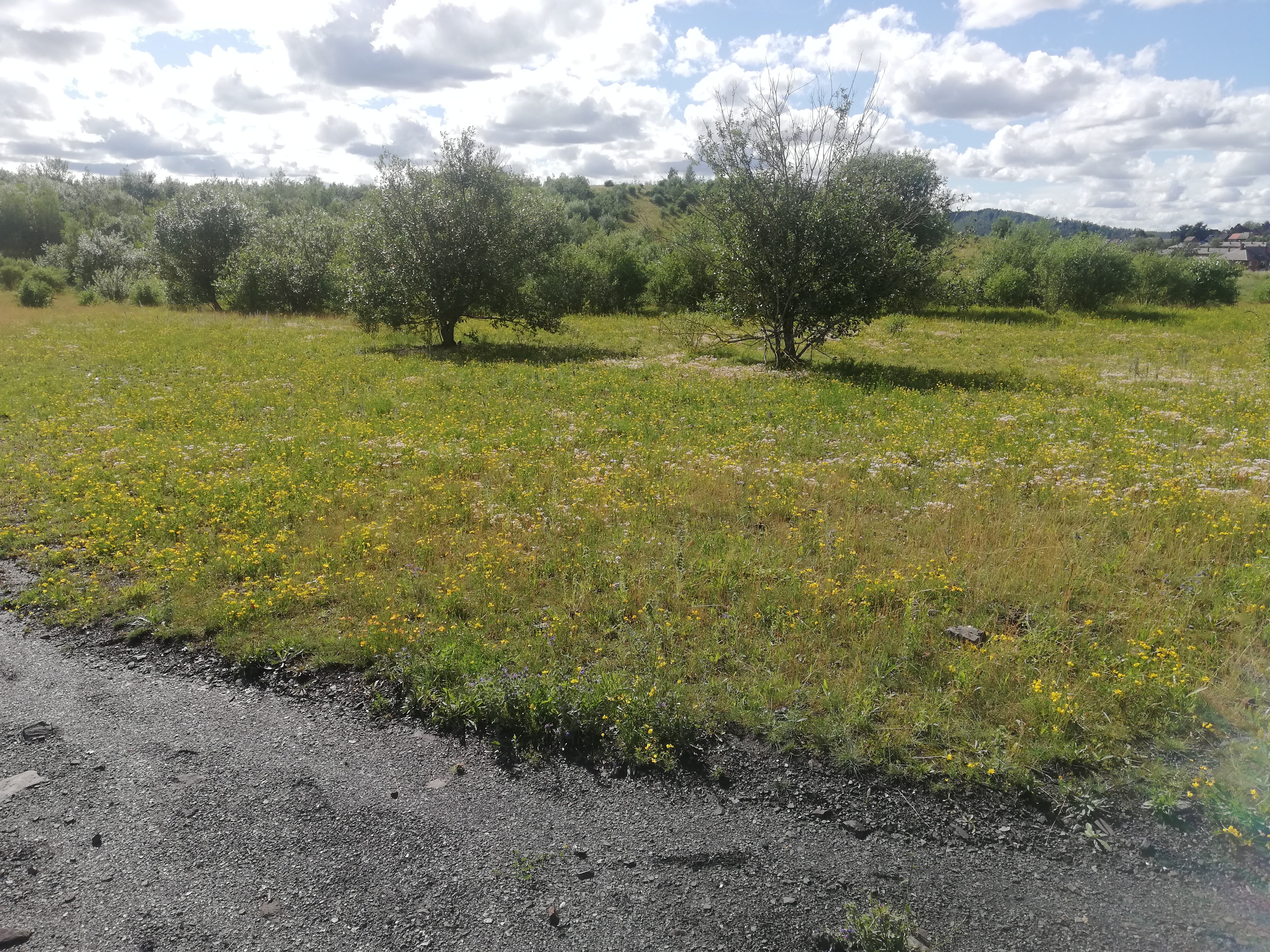

#### Parc communal
Marchienne-au-Pont a en son centre le parc communal de Marchienne-au-Pont. L'élégance du château Bilquin-de Cartier, construit au XVIIe siècle, accentue le charme paysager de ce parc. En 1893, le bourgmestre Joseph Lefèvre propose que la commune achète trois hectares du parc du Château Blanc pour en faire une maison communale et offrir à la localité un espace vert.

### Transports en commun
La gare de Marchienne-au-Pont est la principale gare ferroviaire de la commune. Elle est desservie par tous les trains de voyageurs circulant, au départ de Charleroi, sur les lignes 112 et 124 : InterCity, trains P, Réseau Suburbain de Charleroi (anciens trains omnibus renommés en 2017).

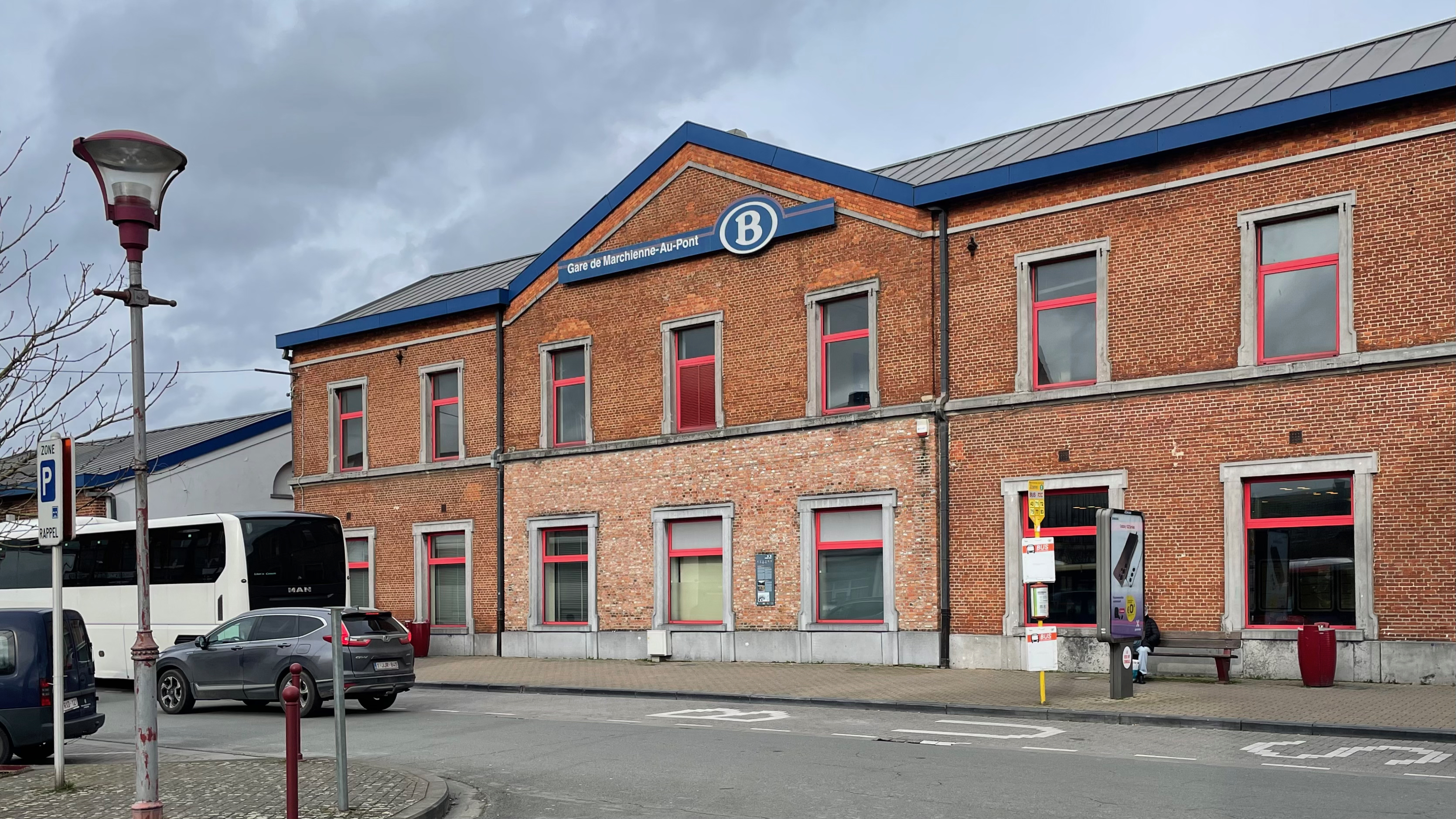
La gare.

Il existe ou existait d'autres gares à Marchienne-au-Pont :
- Marchienne-Zone, sur la ligne 130A (uniquement desservie par les trains S63).
- Marchienne-Est, sur la ligne 124. Cette gare, fermée et démolie, se situait approximativement au niveau de l'arrêt de bus TEC du même nom.
- La Sambre, à Mont-sur-Marchienne sur les lignes 130A et 132. Construite par la compagnie qui exploitait la ligne 132, cette gare établie rue de la Sambre au nord de l'ancienne commune de Mont-sur-Marchienne, était principalement une gare de marchandises. Désormais fermée, son bâtiment trouva d'autres usages avant d'être démoli vers 2012.

La commune est également desservie par le métro léger de Charleroi et de nombreux bus de l'opérateur de transport de Wallonie (TEC).

## Sport

### Clubs
Football : Royale Association Marchiennoise des Sports (club de football 1922-2000), Jeunesse Olympic Charleroi Marchienne asbl, Racing Club de Marchienne-Docherie (disparu), AS Docherie fondé en 2008 et disparu en 2009.
Basketball : L'Union Sportive Docherie créé sous le nom « Les Vautours » en 1928.

### Infrastructures
Stade de football (Marchienne-Centre) date de 1966, centre sportif et la piscine en 1975 (en cours de rénovation pour 2026), salle des sports (La Docherie) en 1972, stade de La Docherie.

## Personnalités
- Thomas Bonehill (1796-1858) : ingénieur et maître de forges né à Bilston (Angleterre).
- Paulin Marchand (1873-1927) : compositeur de musique né à Marchienne-au-Pont.
- Robert Fesler (1936-2023) : compositeur de musique né à Marchienne-au-Pont.
- André Souris (1899-1970) : musicien, compositeur et chef d'orchestre né à Marchienne-au-Pont.